# Liste von Sanktionen nach der Krimannexion durch Russland

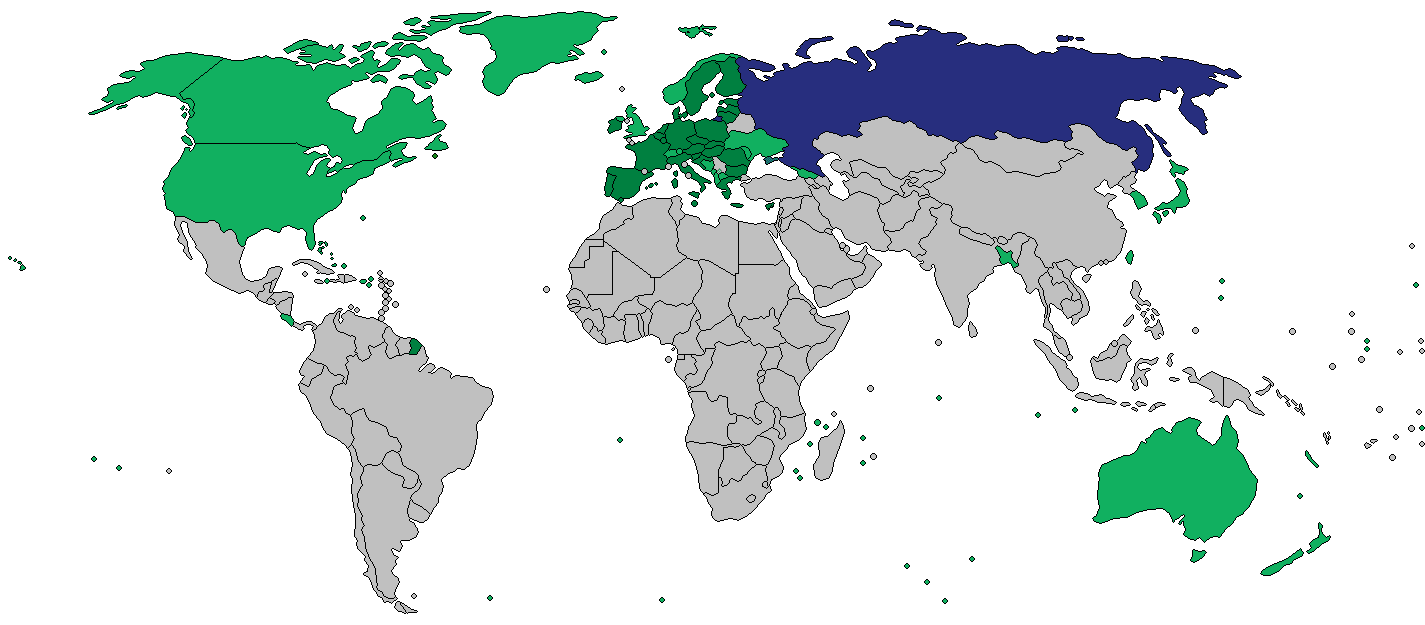
Staaten, die ab 2014 im Rahmen der Annexion der Krim Sanktionen gegen Menschen oder Institutionen verhängt haben:
----
EU-Mitgliedstaaten
andere Staaten
----
Russland

Die Liste von Sanktionen nach der Krimannexion durch Russland führt Personen und Organisationen auf, die im Zusammenhang mit der Annexion der Krim 2014 von Sanktionen betroffen sind. Sie wurden später durch die Sanktionen gegen Russland seit dem Überfall auf die Ukraine erweitert oder ersetzt.

## Geschichte
Am 6. März 2014 erließ die Europäische Union (EU) die Verordnung (EU) Nr. 208/2014 mit einer Liste von 18 Personen aus der ehemaligen Regierung der Ukraine beziehungsweise aus deren Umfeld. Die Finanzen und Vermögenswerte der Betroffenen innerhalb der Europäischen Union wurden dadurch eingefroren.
Am 6. März 2014 verhängte die EU die ersten drei Sanktionen gegen Russland mit Blick auf das für den 16. März angekündigte Referendum über den Status der Krim: Die Verhandlungen mit Russland über Visa-Erleichterungen sowie über das neue Grundlagenabkommen Russland-EU wurden ausgesetzt. Zusätzlich wurden die Vorbereitungen für das geplante G8-Treffen in Sotschi ausgesetzt.
Von den USA wurden am 17. März 2014 Einreiseverbote gegen 7 russische Personen verhängt, Vermögenswerte eingefroren und Bürgern und Unternehmen der USA verboten, Geschäfte mit den Sanktionierten zu machen. Ebenso wurde gegen 4 ukrainische Personen Beschränkungen durch das US-Finanzministerium verhängt.
Der Rat der Europäischen Union setzte am 17. März insgesamt 21 Personen auf eine Sanktionsliste, mit der Reisebeschränkungen und das Einfrieren von Geldern und wirtschaftlichen Ressourcen verbunden sind.

Am 20. März wurden von Seiten der USA 20 weitere Personen und die Bank Rossija auf die SDN-Liste gesetzt.
Als Reaktion auf die Sanktionen der US-Regierung veröffentlichte das Außenministerium der Russischen Föderation noch am gleichen Tag eine Liste mit 9 US-Amerikanern, denen die Einreise nach Russland untersagt wird.
Am 21. März publizierte die EU eine zusätzliche Sanktionenliste mit den Namen von 12 weiteren Personen, am 28. April  eine Liste mit 15 weiteren Personen. Am 12. Mai wurden die Sanktionen auf die zwei von den Behörden der Autonomen Republik Krim konfiszierten Unternehmen PJSC Tschernomorneftegas und Feodosia ausgeweitet sowie weitere 13 Personen hinzugefügt.
Am 12. Juli 2014 wurden von Seiten der EU 11 weitere Personen mit Sanktionen belegt. Am 25. Juli erweiterte die Europäische Union ihre Sanktionsliste um 15 Personen und 9 konfiszierte Unternehmen. Erstmals wurden auch 9 im Zuge der Krimannexion gebildete Institutionen auf die Sanktionsliste gesetzt. Am 30. Juli kamen weitere 8 Personen und 3 Unternehmen hinzu. Am 31. Juli wurde in der EU der Handel und geschäftliche Verkehr mit 5 russischen Banken, die zu mehr als 50 % dem Staat Russland gehören untersagt – sofern der Geschäftsvertrag neu geschlossen ist und seine Laufzeit 90 Tage übersteigt.
Am 8. September erfolgte die Verlängerung und Erweiterung der Sanktionen. Dabei wurden zum 12. September 24 zusätzliche Personen auf die Sanktionsliste gesetzt. Erstmals wurde in der EU der Handel mit Anleihen von 15 russischen Unternehmen verboten.
Am 29. November sprach die EU weitere 13 Sanktionen gegen Personen aus und 5 gegen Institutionen.
Am 18. Dezember weitete die EU die Sanktionen gegen die Krim und die Stadt Sewastopol aus. Firmen mit Sitz in der EU dürfen demnach auf der Krim keine Immobilien, Finanzgesellschaften oder Dienstleistungsunternehmen erwerben, das Anbieten von touristischen Dienstleistungen auf der Halbinsel ist diesen Unternehmen ebenfalls verboten. Der Export von Gütern aus dem Bereich Energie, Öl- und Gasförderung, Transport und Telekommunikation wurde untersagt. Am 19. Dezember setzte US-Präsident Obama vergleichbare Sanktionen in Kraft, die Im- und Exportgeschäfte mit der Krim verbieten und US-Bürgern die Tätigkeit für Firmen auf der Krim untersagen. Zusätzlich wurden weitere Sanktionen gegen bestimmte Personen und Unternehmen verhängt.
Am 16. Februar 2015 veröffentlichte die Europäische Union eine Liste mit 19 weitere künftig sanktionierten Personen. 8 ukrainische, bewaffnete Separatistengruppen und die Bürgerbewegung „Neues Russland“ wurden ebenfalls sanktioniert.
Am 9. März 2016 beschlossen Vertreter der Mitgliedstaaten der EU eine Verlängerung der Sanktionen gegen 146 Personen und 37 Einrichtungen, Unternehmen und Organisationen bis Mitte September 2016.
Eine Erweiterung um Personen und Firmen erfolgte im Sommer 2017.
Im Januar 2018 wurden von den USA weitere 21 Personen und bis zu 20 Firmen, oft aus den Besetzten Gebieten der Ostukraine, den Listen hinzugefügt. Im März wurden die Sanktionen um ein weiteres Jahr verlängert.
Russland versuchte derweil, die Auswirkungen auf die betroffenen Firmen zu verringern und wichtige Geschäfte zu verschleiern. Wirtschaftliche Informationspflichten sollten ausgesetzt werden, eine in Staatsbesitz übergegangene Bank sollte zum Finanzinstitut für den Rüstungssektor werden.
Die Journalisten Bingener und Wehner kritisierten Anfang 2023, dass die Sanktionen in dieser Zeit weitgehend wirkungslos gewesen seien. Das habe daran gelegen, dass die Sanktionen nur unzureichend überwacht worden sind. Es habe in Deutschland, trotz der Annexion der Krim, der politische Wille dazu gefehlt. Bundeswirtschaftsminister Gabriel habe Sanktionen abgelehnt und ihre Aufhebung gefordert.

## Durch die Europäische Union

### Verordnung (EU) Nr. 208/2014 des Rates vom 5. März 2014
Die Verordnung richtet sich gegen Personen aus der ehemaligen ukrainischen Regierung und deren Umfeld. Mit Inkrafttreten wurden am 6. März 2014 alle Finanzmittel und Vermögenswerte der Betroffenen innerhalb der EU eingefroren.
Der Beschluss zu dieser Verordnung gilt bis zum 6. März 2021.
| #  | Name                              | Funktion | Gruppe       | Herkunft | von          |
| -- | --------------------------------- | --- | ------------ | -------- | ------------ |
| 1  | Wiktor Janukowytsch               | ehemaliger Staatspräsident der Ukraine | Politik      | Ukraine  | 6. März 2014 |
| 2  | Witalij Sachartschenko            | ehemaliger Innenminister | Politik      | Ukraine  | 6. März 2014 |
| 3  | Wiktor Pschonka                   | ehemaliger Generalstaatsanwalt der Ukraine | Politik      | Ukraine  | 6. März 2014 |
| 4  | Oleksandr Jakymenko               | ehemaliger Leiter des Sicherheitsdienstes der Ukraine                                                                                           | Geheimdienst | Ukraine  | 6. März 2014 |
| 5  | Andrij Portnow                    | ehemaliger Berater des Staatspräsidenten der Ukraine                                                                                            | Politik      | Ukraine  | 6. März 2014 |
| 6  | Olena Lukasch                     | ehemalige Justizministerin | Politik      | Ukraine  | 6. März 2014 |
| 7  | Andrij Kljujew                    | ehemaliger Leiter des ukrainischen Präsidialamtes                                                                                               | Politik      | Ukraine  | 6. März 2014 |
| 8  | Wiktor Ratuschnjak                | ehemaliger stellvertretender Innenminister | Politik      | Ukraine  | 6. März 2014 |
| 9  | Oleksandr Janukowytsch            | Sohn des ehemaligen Staatspräsidenten, Geschäftsmann                                                                                            | Wirtschaft   | Ukraine  | 6. März 2014 |
| 10 | Wiktor Wiktorowytsch Janukowytsch | Sohn des ehemaligen Staatspräsidenten, Mitglied der Werchowna Rada (ukrainisches Parlament)                                                     | Politik      | Ukraine  | 6. März 2014 |
| 11 | Artem Pschonka                    | Sohn des ehemaligen Generalstaatsanwalts Wiktor Pschonka, stellvertretender Fraktionschef der Partei der Regionen im Werchowna Rada der Ukraine | Politik      | Ukraine  | 6. März 2014 |
| 12 | Serhij Kljujew                    | Geschäftsmann, Bruder von Andrij Kljujew | Wirtschaft   | Ukraine  | 6. März 2014 |
| 13 | Mykola Asarow                     | Premierminister der Ukraine bis Januar 2014 | Politik      | Ukraine  | 6. März 2014 |
| 14 | Oleksij Asarow                    | Sohn des ehemaligen Premierministers Mykola Asarow                                                                                              | Politik      | Ukraine  | 6. März 2014 |
| 15 | Serhij Kurtschenko                | Geschäftsmann | Wirtschaft   | Ukraine  | 6. März 2014 |
| 16 | Dmytro Tabatschnyk                | ehemaliger Minister für Bildung und Wissenschaft                                                                                                | Politik      | Ukraine  | 6. März 2014 |
| 17 | Rajissa Bohatyrjowa               | ehemalige Gesundheitsministerin | Politik      | Ukraine  | 6. März 2014 |
| 18 | Ihor Kalinin                      | ehemaliger Berater des Staatspräsidenten der Ukraine                                                                                            | Politik      | Ukraine  | 6. März 2014 |

Der Europäische Gerichtshof erklärte Ende 2020 die gegen Mykola Asarow verhängte Sanktionen für nichtig.

### Beschluss 2014/145/GASP und Verordnung 2014/269 des Rates vom 17. März 2014
Der Beschluss und die Verordnung des Rates der Europäischen Union richten sich gegen natürliche und juristische Personen, welche die Stabilität und Sicherheit der Ukraine gefährden oder untergraben.
In Artikel 1 des Beschlusses ist das Verbot der Einreise in die EU und der Durchreise für natürliche Personen, deren Namen im Anhang gelistet sind, definiert.
Artikel 2 der Verordnung definiert, dass sämtliche Vermögenswerte der sanktionierten Personen, deren Namen im Anhang I gelistet sind, in der EU eingefroren werden. Darüber hinaus ist es nicht erlaubt, diesen Personen Vermögenswerte zur Verfügung zu stellen.
Für jede Sanktionierung sind in der jeweiligen Liste Gründe angegeben und veröffentlicht worden. Die betroffenen Personen und Institutionen wurden über die Sanktionen, deren Gründe und die Rechtsmittel dagegen informiert.
Aktuell (Stand Mai 2015) gilt der Beschluss bis zum 15. September 2015. Er kann jederzeit erweitert oder verlängert werden.

#### Gegen Personen
Gegen alle gelisteten Personen wurden gemäß Artikel 1 des Beschlusses die Ein- und Durchreisen und gemäß Artikel 2 der Verordnung Vermögenswerte beziehungsweise Finanzgeschäfte sanktioniert.
Zurzeit (Stand 8. Juni 2015) sind diese Sanktionen gegen 150 Personen ausgesprochen und aktiv – Ljudmila Iwanowna Schwezowa verstarb am 29. Oktober 2014.
| #   | Name                                                  | Funktion | Gruppe       | Herkunft | von           | bis           |
| --- | ----------------------------------------------------- | --- | ------------ | -------- | ------------- | ------------- |
| 1   | Sergei Walerjewitsch Aksjonow                         | Premierminister der Krim | Politik      | Krim     | 17. März 2014 |               |
| 2   | Wolodymyr Konstantynow                                | Vorsitzender des Obersten Rats der Krim | Politik      | Krim     | 17. März 2014 |               |
| 3   | Rustam Ilmirowitsch Temirgalijew                      | Stellvertretender Ministerpräsident der Krim | Politik      | Krim     | 17. März 2014 |               |
| 4   | Denys Beresowskyj                                     | ehemaliger Kommandeur der ukrainischen Marine | Militär      | Ukraine  | 17. März 2014 |               |
| 5   | Alexei Michailowitsch Tschaly                         | Bürgermeister von Sewastopol | Politik      | Krim     | 17. März 2014 |               |
| 6   | Pjotr Anatoljewitsch Sima                             | Leiter des Sicherheitsdienstes der Krim (SBU) | Geheimdienst | Krim     | 17. März 2014 |               |
| 7   | Juri Gennadjewitsch Scherebzow                        | Berater des Vorsitzenden des Obersten Rats der Krim, einer der führenden Organisatoren des Referendums                                                                                | Politik      | Krim     | 17. März 2014 |               |
| 8   | Sergei Pawlowitsch Zekow                              | Stellvertretender Vorsitzender des Obersten Rats der Krim | Politik      | Krim     | 17. März 2014 |               |
| 9   | Wiktor Alexejewitsch Oserow                           | Vorsitzender des Sicherheits- und Verteidigungsausschusses des Föderationsrates der Russischen Föderation                                                                             | Politik      | Russland | 17. März 2014 |               |
| 10  | Wladimir Michailowitsch Dschabarow                    | Erster Stellvertretender Vorsitzender des Ausschusses für internationale Angelegenheiten des Föderationsrates                                                                         | Politik      | Russland | 17. März 2014 |               |
| 11  | Andrei Alexandrowitsch Klischas                       | Vorsitzender des Ausschusses für Verfassungsrecht des Föderationsrates | Politik      | Russland | 17. März 2014 |               |
| 12  | Nikolai Iwanowitsch Ryschkow                          | Mitglied des Ausschusses für föderale Angelegenheiten, Regionalpolitik und den Norden des Föderationsrates                                                                            | Politik      | Russland | 17. März 2014 |               |
| 13  | Jewgeni Wiktorowitsch Buschmin                        | Stellvertretender Vorsitzender des Föderationsrates | Politik      | Russland | 17. März 2014 |               |
| 14  | Alexander Borissowitsch Totoonow                      | Mitglied des Ausschusses für Kultur, Wissenschaft und Information des Föderationsrates                                                                                                | Politik      | Russland | 17. März 2014 |               |
| 15  | Oleg Jewgenjewitsch Pantelejew                        | Erster Stellvertretender Vorsitzender des Ausschusses für parlamentarische Angelegenheiten des Föderationsrates                                                                       | Politik      | Russland | 17. März 2014 |               |
| 16  | Sergei Michailowitsch Mironow                         | Mitglied des Rates der Staatsduma; Fraktionsführer der Partei Gerechtes Russland in der Duma                                                                                          | Politik      | Russland | 17. März 2014 |               |
| 17  | Sergei Wladimirowitsch Schelesnjak                    | Stellvertretender Vorsitzender der Staatsduma | Politik      | Russland | 17. März 2014 |               |
| 18  | Leonid Eduardowitsch Sluzki                           | Vorsitzender des Ausschusses der Staatsduma für die Gemeinschaft Unabhängiger Staaten                                                                                                 | Politik      | Russland | 17. März 2014 |               |
| 19  | Alexander Wiktorowitsch Witko                         | Kommandeur der Schwarzmeerflotte, Vizeadmiral | Militär      | Russland | 17. März 2014 |               |
| 20  | Anatoli Alexejewitsch Sidorow                         | Befehlshaber des russischen Militärbezirks West, aus dem Einheiten auf der Krim stationiert sind                                                                                      | Militär      | Russland | 17. März 2014 |               |
| 21  | Alexander Wiktorowitsch Galkin                        | Befehlshaber des russischen Militärbezirks Süd, dem auch die Schwarzmeerflotte unterstellt ist                                                                                        | Militär      | Russland | 17. März 2014 |               |
| 22  | Dmitri Olegowitsch Rogosin                            | Stellvertretender Ministerpräsident der Russischen Föderation | Politik      | Russland | 21. März 2014 |               |
| 23  | Sergei Jurjewitsch Glasjew                            | Berater von Präsident Wladimir Putin | Politik      | Russland | 21. März 2014 |               |
| 24  | Walentina Iwanowna Matwijenko                         | Vorsitzende des Föderationsrates | Politik      | Russland | 21. März 2014 |               |
| 25  | Sergei Jewgenjewitsch Naryschkin                      | Vorsitzender der Staatsduma | Politik      | Russland | 21. März 2014 |               |
| 26  | Dmitri Konstantinowitsch Kisseljow                    | Leiter der Nachrichtenagentur Rossija Sewodnja | Medien       | Russland | 21. März 2014 |               |
| 27  | Alexander Michailowitsch Nossatow                     | Stellvertretender Kommandeur der Schwarzmeerflotte | Militär      | Russland | 21. März 2014 |               |
| 28  | Waleri Wladimirowitsch Kulikow                        | Stellvertretender Kommandeur der Schwarzmeerflotte | Militär      | Russland | 21. März 2014 |               |
| 29  | Wladislaw Jurjewitsch Surkow                          | Berater von Präsident Wladimir Putin | Politik      | Russland | 21. März 2014 |               |
| 30  | Michail Grigorjewitsch Malyschew                      | Vorsitzender der Wahlkommission für das Referendum über den zukünftigen Status der Krim                                                                                               | Politik      | Krim     | 21. März 2014 |               |
| 31  | Waleri Kirillowitsch Medwedew                         | Vorsitzender der Wahlkommission für das Referendum über den zukünftigen Status der Stadt Sewastopol                                                                                   | Politik      | Krim     | 21. März 2014 |               |
| 32  | Igor Nikolajewitsch Turtschenjuk                      | Stellvertretender Kommandeur des russischen Militärbezirks Süd | Militär      | Russland | 21. März 2014 |               |
| 33  | Jelena Borissowna Misulina                            | Abgeordnete in der Staatsduma | Politik      | Russland | 21. März 2014 |               |
| 34  | Dmitri Nikolajewitsch Kosak                           | Stellvertretender Ministerpräsident der Russischen Föderation | Politik      | Russland | 29. Apr. 2014 |               |
| 35  | Oleg Jewgenjewitsch Belawenzew                        | bevollmächtigter Repräsentant des Präsidenten im Föderationskreis Krim | Politik      | Russland | 29. Apr. 2014 |               |
| 36  | Oleg Genrichowitsch Saweljew                          | Minister für Krim-Angelegenheiten | Politik      | Russland | 29. Apr. 2014 |               |
| 37  | Sergei Iwanowitsch Menjailo                           | Gouverneur des Föderationssubjektes Sewastopol | Politik      | Krim     | 29. Apr. 2014 |               |
| 38  | Olga Fjodorowna Kowitidi                              | Mitglied des Russischen Föderationsrats für die Autonome Republik Krim | Politik      | Krim     | 29. Apr. 2014 |               |
| 39  | Ljudmila Iwanowna Schwezowa                           | Stellvertretende Vorsitzende der Staatsduma | Politik      | Russland | 29. Apr. 2014 | 14. März 2015 |
| 40  | Sergei Iwanowitsch Newerow                            | Stellvertretender Vorsitzender der Staatsduma | Politik      | Russland | 29. Apr. 2014 |               |
| 41  | Igor Dmitrijewitsch Sergun                            | Direktor des russischen Militärnachrichtendienstes GRU | Geheimdienst | Russland | 29. Apr. 2014 |               |
| 42  | Waleri Wassiljewitsch Gerassimow                      | Generalstabschef der Russischen Streitkräfte | Militär      | Russland | 29. Apr. 2014 |               |
| 43  | German Prokopjow                                      | Anführer der „Lugansker Garde“ | Militär      | Ukraine  | 29. Apr. 2014 |               |
| 44  | Waleri Dmitrijewitsch Bolotow                         | Anführer der Separatistengruppe „Armee des Südostens“ | Militär      | Ukraine  | 29. Apr. 2014 |               |
| 45  | Andrij Purhin                                         | Separatistenführer in der Volksrepublik Donezk | Politik      | Ukraine  | 29. Apr. 2014 |               |
| 46  | Denis Puschilin                                       | Sprecher der Separatisten in der Volksrepublik Donezk | Politik      | Ukraine  | 29. Apr. 2014 |               |
| 47  | Sergei Gennadjewitsch Zyplakow                        | Anführer der Volksmiliz des Donezkbeckens | Militär      | Ukraine  | 29. Apr. 2014 |               |
| 48  | Igor Wsewolodowitsch Girkin; alias Igor Strelkow      | russischer Militärangehöriger | Militär      | Russland | 29. Apr. 2014 |               |
| 49  | Wjatscheslaw Wolodin                                  | erster stellvertretender Stabschef der Präsidialverwaltung | Politik      | Russland | 12. Mai 2014  |               |
| 50  | Wladimir Schamanow                                    | Kommandeur der luftgestützten russischen Truppen, Generalleutnant | Militär      | Russland | 12. Mai 2014  |               |
| 51  | Wladimir Nikolajewitsch Pligin                        | Vorsitzender des Duma-Ausschusses für Verfassungsrecht | Politik      | Russland | 12. Mai 2014  |               |
| 52  | Petr Jarosch                                          | Leiter des Amtes des föderalen Migrationsdienstes für die Krim | Politik      |          | 12. Mai 2014  |               |
| 53  | Oleg Grigorjewitsch Kosjura                           | Leiter des Amtes des föderalen Migrationsdienstes für Sewastopol | Politik      |          | 12. Mai 2014  |               |
| 54  | Wjatscheslaw Ponomarjow                               | selbsternannter Bürgermeister von Slowjansk | Politik      | Ukraine  | 12. Mai 2014  |               |
| 55  | Igor Nikolajewitsch Besler                            | Anführer einer Miliz von Horliwka | Militär      | Krim     | 12. Mai 2014  |               |
| 56  | Igor Kakidzjanow                                      | ehemaliger Oberbefehlshaber der Volksarmee in der Volksrepublik Donezk | Militär      |          | 12. Mai 2014  |               |
| 57  | Oleh Zarjow                                           | selbsternannter Parlamentsvorsitzender der Union der Volksrepubliken Donezk und Lugansk                                                                                               | Politik      | Ukraine  | 12. Mai 2014  |               |
| 58  | Roman Ljagin                                          | Leiter der zentralen Wahlkommission der Volksrepublik Donezk | Politik      | Ukraine  | 12. Mai 2014  |               |
| 59  | Aleksandr Malygin                                     | Leiter der zentralen Wahlkommission der Volksrepublik Lugansk | Politik      |          | 12. Mai 2014  |               |
| 60  | Natalja Poklonskaja                                   | Generalstaatsanwältin der Republik Krim | Politik      | Ukraine  | 12. Mai 2014  |               |
| 61  | Igor Schewtschenko                                    | Staatsanwalt von Sewastopol | Politik      |          | 12. Mai 2014  |               |
| 62  | Alexander Jurjewitsch Borodai                         | Premierminister der Volksrepublik Donezk | Politik      | Russland | 12. Juli 2014 |               |
| 63  | Alexander Chodakowski                                 | Sicherheitsminister der Volksrepublik Donezk | Politik      | Ukraine  | 12. Juli 2014 |               |
| 64  | Alexander Alexandrowitsch Kaljusski                   | De-facto-Stellvertreter des Premierministers der Volksrepublik Donezk, zuständig für soziale Angelegenheiten                                                                          | Politik      | Ukraine  | 12. Juli 2014 |               |
| 65  | Alexander Chriakow                                    | Minister für Information und Massenkommunikation der Volksrepublik Donezk | Politik      | Ukraine  | 12. Juli 2014 |               |
| 66  | Marat Baschirow                                       | Premierminister des Ministerrates der Volksrepublik Lugansk | Politik      | Ukraine  | 12. Juli 2014 |               |
| 67  | Wassili Alexandrowitsch Nikitin                       | Vizepremierminister des Ministerrates der Volksrepublik Lugansk (war zuvor Premierminister der Volksrepublik Lugansk und Sprecher der Armee des Südostens).                           | Politik      | Ukraine  | 12. Juli 2014 |               |
| 68  | Alexej Karjakin                                       | Vorsitzender des Obersten Rates der Volksrepublik Lugansk | Politik      | Ukraine  | 12. Juli 2014 |               |
| 69  | Juri Iwakin                                           | Innenminister der Volksrepublik Lugansk | Politik      | Ukraine  | 12. Juli 2014 |               |
| 70  | Igor Wenediktowitsch Plotnizki                        | Verteidigungsminister der Volksrepublik Lugansk | Politik      | Ukraine  | 12. Juli 2014 |               |
| 71  | Nikolai Kozitsin                                      | Kommandeur der Kosaken-Armee | Militär      | Ukraine  | 12. Juli 2014 |               |
| 72  | Olexi Mozgowi                                         | Einer der Anführer der bewaffneten Gruppen in der Ostukraine | Militär      | Ukraine  | 12. Juli 2014 |               |
| 73  | Michail Fradkow                                       | ständiges Mitglied des Sicherheitsrates und Direktor des Auslandsgeheimdienstes SWR                                                                                                   | Geheimdienst | Russland | 25. Juli 2014 |               |
| 74  | Nikolai Patruschew                                    | ständiges Mitglied und Sekretär des Sicherheitsrates | Politik      | Russland | 25. Juli 2014 |               |
| 75  | Alexander Bortnikow                                   | ständiges Mitglied des Sicherheitsrates und Direktor des Inlandsgeheimdienstes FSB | Geheimdienst | Russland | 25. Juli 2014 |               |
| 76  | Raschid Gumarowitsch Nurgalijew                       | ständiges Mitglied und stellvertretender Sekretär des Sicherheitsrates | Politik      | Russland | 25. Juli 2014 |               |
| 77  | Boris Gryslow                                         | ständiges Mitglied und Sekretär des Sicherheitsrates | Politik      | Russland | 25. Juli 2014 |               |
| 78  | Sergei Orestowitsch Beseda                            | Kommandeur der Direktion Fünf des Inlandsgeheimdienstes FSB | Geheimdienst | Russland | 25. Juli 2014 |               |
| 79  | Michail Wladimirowitsch Degtjarjow                    | Mitglied der Staatsduma | Politik      | Russland | 25. Juli 2014 |               |
| 80  | Ramsan Kadyrow                                        | Präsident der Republik Tschetschenien | Politik      | Russland | 25. Juli 2014 |               |
| 81  | Alexander Tkatschow                                   | Gouverneur der Region Krasnodar | Politik      | Russland | 25. Juli 2014 |               |
| 82  | Pawlo Hubarjew                                        | Anführer der „Volkswehr des Donbass“, Vorsitzender der Partei „Neurussland“ | Politik      | Ukraine  | 25. Juli 2014 |               |
| 83  | Kateryna Hubarjewa                                    | Ministerin für Auswärtige Angelegenheiten der „Volksrepublik Donezk“ | Politik      | Ukraine  | 25. Juli 2014 |               |
| 84  | Fjodor Dmitrijewitsch Beresin                         | stellvertretender Verteidigungsminister der Volksrepublik Donezk | Politik      | Ukraine  | 25. Juli 2014 |               |
| 85  | Waleri Wladimirowitsch Kaurow                         | selbsternannter Präsident der Republik Neurussland | Politik      |          | 25. Juli 2014 |               |
| 86  | Sergei Anatoljewitsch Sdriljuk                        | hochrangiger Helfer von Igor Girkin / Strelkow |              | Ukraine  | 25. Juli 2014 |               |
| 87  | Wladimir Jurjewitsch Antjufejew                       | ehemaliger Minister für Staatssicherheit in Transnistrien, erster Vizepremierminister der Volksrepublik Donezk                                                                        | Politik      | Russland | 30. Juli 2014 |               |
| 88  | Alexei Alexejewitsch Gromow                           | erster stellvertretender Stabschef der Präsidialverwaltung | Politik      | Russland | 30. Juli 2014 |               |
| 89  | Oksana Tschigrina                                     | Sprecherin der Regierung der Volksrepublik Lugansk | Politik      | Ukraine  | 30. Juli 2014 |               |
| 90  | Boris Alexejewitsch Litwinow                          | Vorsitzender des Obersten Rates der Volksrepublik Donezk | Politik      | Ukraine  | 30. Juli 2014 |               |
| 91  | Sergei Wadimowitsch Abisow                            | Innenminister der Krim | Politik      | Krim     | 30. Juli 2014 |               |
| 92  | Arkadi Romanowitsch Rotenberg                         | russischer Geschäftsmann | Wirtschaft   | Russland | 30. Juli 2014 |               |
| 93  | Konstantin Malofejew                                  | russischer Geschäftsmann | Wirtschaft   | Russland | 30. Juli 2014 |               |
| 94  | Juri Walentinowitsch Kowaltschuk                      | russischer Geschäftsmann | Wirtschaft   | Russland | 30. Juli 2014 |               |
| 95  | Nikolai Terentjewitsch Schamalow                      | russischer Geschäftsmann | Wirtschaft   | Russland | 30. Juli 2014 |               |
| 96  | Alexander Sachartschenko                              | seit dem 7. August 2014 Premierminister der Volksrepublik Donezk | Politiker    | Ukraine  | 12. Sep. 2014 |               |
| 97  | Wladimir Kononow; alias Zar                           | seit dem 14. August Verteidigungsminister der Volksrepublik Donezk | Politiker    | Ukraine  | 12. Sep. 2014 |               |
| 98  | Miroslaw Wladimirowitsch Rudenko                      | Befehlshaber der Volksmiliz des Donezkbeckens | Politiker    | Ukraine  | 12. Sep. 2014 |               |
| 99  | Gennadi Nikolajewitsch Zypkalow                       | neuer Premierminister der Volksrepublik Lugansk | Politiker    | Ukraine  | 12. Sep. 2014 |               |
| 100 | Andrei Jurjewitsch Pintschuk                          | Minister für Staatssicherheit der Volksrepublik Donezk | Politiker    | Ukraine  | 12. Sep. 2014 |               |
| 101 | Oleg Wladimirowitsch Beresa                           | Innenminister der Volksrepublik Donezk | Politiker    | Ukraine  | 12. Sep. 2014 |               |
| 102 | Andrei Nikolajewitsch Rodkin                          | Vertreter der Volksrepublik Donezk in Moskau | Politiker    | Ukraine  | 12. Sep. 2014 |               |
| 103 | Alexander Akimowitsch Karaman                         | Stellvertretender Premierminister für Soziales der Volksrepublik Donezk | Politiker    | Ukraine  | 12. Sep. 2014 |               |
| 104 | Georgi Lwowitsch Muradow                              | Stellvertretender Premierminister der Krim und generalbevollmächtigter Vertreter der Krim bei Präsident Putin                                                                         | Politiker    | Krim     | 12. Sep. 2014 |               |
| 105 | Michail Sergejewitsch Scheremet                       | Erster stellvertretender Premierminister der Krim | Politiker    | Krim     | 12. Sep. 2014 |               |
| 106 | Juri Leonidowitsch Worobjow                           | Stellvertretender Vorsitzender des Föderationsrates der Russischen Föderation | Politiker    | Russland | 12. Sep. 2014 |               |
| 107 | Wladimir Wolfowitsch Schirinowski                     | Mitglied des Rates der Staatsduma; Vorsitzender der LDPR-Partei | Politiker    | Russland | 12. Sep. 2014 |               |
| 108 | Wladimir Abdualijewitsch Wassiljew                    | Stellvertretender Vorsitzender der Staatsduma | Politiker    | Russland | 12. Sep. 2014 |               |
| 109 | Wiktor Petrowitsch Wodolazki                          | Vorsitzender („Ataman“) der Vereinigung der russischen und ausländischen kosakischen Streitkräfte und Abgeordneter der Staatsduma                                                     | Politiker    | Russland | 12. Sep. 2014 |               |
| 110 | Leonid Iwanowitsch Kalaschnikow                       | Erster stellvertretender Vorsitzender des Ausschusses der Staatsduma für auswärtige Angelegenheiten                                                                                   | Politiker    | Russland | 12. Sep. 2014 |               |
| 111 | Wladimir Stepanowitsch Nikitin                        | Erster stellvertretender Vorsitzender des Ausschusses der Staatsduma für die Beziehungen zu den GUS-Staaten, Eurasische Integration und Verbindungen zu Landsleuten                   | Politiker    | Russland | 12. Sep. 2014 |               |
| 112 | Oleg Wladimirowitsch Lebedew                          | Erster stellvertretender Vorsitzender des Ausschusses der Staatsduma für die Beziehungen zu den GUS-Staaten, Eurasische Integration und Verbindungen zu Landsleuten                   | Politiker    | Russland | 12. Sep. 2014 |               |
| 113 | Iwan Iwanowitsch Melnikow                             | Erster stellvertretender Vorsitzender der Staatsduma | Politiker    | Russland | 12. Sep. 2014 |               |
| 114 | Igor Wladimirowitsch Lebedew                          | Stellvertretender Vorsitzender der Staatsduma | Politiker    | Russland | 12. Sep. 2014 |               |
| 115 | Nikolai Wladimirowitsch Lewitschew                    | Stellvertretender Vorsitzender der Staatsduma | Politiker    | Russland | 12. Sep. 2014 |               |
| 116 | Swetlana Sergejewna Schurowa                          | Erste stellvertretende Vorsitzende des Ausschusses der Staatsduma für auswärtige Angelegenheiten.                                                                                     | Politiker    | Russland | 12. Sep. 2014 |               |
| 117 | Alexei Wassiljewitsch Naumez                          | Generalmajor der Russischen Armee. Er ist Kommandeur der 76. luftgestützten Division                                                                                                  | Militär      | Russland | 12. Sep. 2014 |               |
| 118 | Sergei Wiktorowitsch Tschemesow                       | enger Vertrauter Präsident Putins | Politiker    | Russland | 12. Sep. 2014 |               |
| 119 | Alexander Michailowitsch Babakow                      | Abgeordneter der Staatsduma, Vorsitzender der Kommission der Staatsduma für Rechtsvorschriften für die Entwicklung des militärisch- industriellen Komplexes der Russischen Föderation | Politiker    | Russland | 12. Sep. 2014 |               |
| 120 | Sergei Jurjewitsch Kosjakow                           | Leiter der zentralen Wahlkommission von Lugansk | Politik      | Ukraine  | 29. Nov. 2014 |               |
| 121 | Oleg Konstantinowitsch Akimow                         | Abgeordneter der Wirtschaftsunion Lugansk im Nationalrat der Volksrepublik Lugansk | Politik      | Ukraine  | 29. Nov. 2014 |               |
| 122 | Larissa Airapetjan                                    | Gesundheitsministerin der Volksrepublik Lugansk | Politik      | Ukraine  | 29. Nov. 2014 |               |
| 123 | Juri Wiktorowitsch Siwokonenko                        | Mitglied des Parlaments der Volksrepublik Donezk und Angehöriger der Union der Berkut-Veteranen im Donezk-Becken                                                                      | Politik      | Ukraine  | 29. Nov. 2014 |               |
| 124 | Alexander Kofman                                      | Erster stellvertretender Präsident des Parlaments der Volksrepublik Donezk | Politik      | Ukraine  | 29. Nov. 2014 |               |
| 125 | Rawil Sakarijewitsch Chalikow                         | Erster stellvertretender Premierminister und vormaliger Generalstaatsanwalt der Volksrepublik Donezk                                                                                  | Politik      | Ukraine  | 29. Nov. 2014 |               |
| 126 | Dmitri Alexandrowitsch Semjonow                       | Stellvertretender Premierminister für Finanzen der Volksrepublik Lugansk | Politik      | Ukraine  | 29. Nov. 2014 |               |
| 127 | Oleg Jewhenowitsch Bugrow                             | Verteidigungsminister der Volksrepublik Lugansk | Politik      | Ukraine  | 29. Nov. 2014 |               |
| 128 | Lesia Michailowna Laptewa                             | Ministerin für Bildung, Wissenschaft, Kultur und Religion der Volksrepublik Lugansk                                                                                                   | Politik      | Ukraine  | 29. Nov. 2014 |               |
| 129 | Jewgeni Eduardowitsch Michailow                       | Leiter der Verwaltung von Regierungsangelegenheiten der Volksrepublik Donezk | Politik      | Ukraine  | 29. Nov. 2014 |               |
| 130 | Igor Wladimirowitsch Kostenok                         | Minister für Bildung der Volksrepublik Donezk | Politik      | Ukraine  | 29. Nov. 2014 |               |
| 131 | Jewgeni Wjacheslawowitsch Orlow                       | Mitglied des Nationalrats der Volksrepublik Donezk | Politik      | Ukraine  | 29. Nov. 2014 |               |
| 132 | Wladislaw Nikolajewitsch Dejnego                      | Stellvertretender Leiter des Volksrats der Volksrepublik Lugansk | Politik      | Ukraine  | 29. Nov. 2014 |               |
| 133 | Pawel Leonidowitsch Dremow; alias Batia               | Befehlshaber des Ersten Kosakenregiments | Militär      | Ukraine  | 16. Feb. 2015 |               |
| 134 | Alexei Jurjewitsch Miltschakow; alias Fritz der Serbe | Befehlshaber der „Rusich“-Einheit | Militär      | Ukraine  | 16. Feb. 2015 |               |
| 135 | Arsen Sergejewitsch Pawlow                            | (alias Motorola); Befehlshaber des Bataillon Sparta | Militär      | Ukraine  | 16. Feb. 2015 |               |
| 136 | Michail Sergejewitsch Tolstych                        | (alias Givi); Befehlshaber des „Somali“-Bataillons | Militär      | Ukraine  | 16. Feb. 2015 |               |
| 137 | Eduard Alexandrowitsch Bassurin                       | Stellvertretender Befehlshaber des Verteidigungsministeriums der Volksrepublik Donezk                                                                                                 | Militär      | Ukraine  | 16. Feb. 2015 |               |
| 138 | Alexander Wassiljewitsch Schubin                      | Justizminister der unrechtmäßigen Volksrepublik Lugansk | Politik      | Ukraine  | 16. Feb. 2015 |               |
| 139 | Sergei Anatoljewitsch Litwin                          | Stellvertretender Vorsitzender des Ministerrats der Volksrepublik Lugansk | Politik      | Ukraine  | 16. Feb. 2015 |               |
| 141 | Sergei Jurjewitsch Ignatow                            | Oberbefehlshaber der Volksmiliz der Volksrepublik Lugansk | Militär      | Ukraine  | 16. Feb. 2015 |               |
| 142 | Ekaterina Wladimirowna Filippowa                      | Justizministerin der Volksrepublik Donezk | Politik      | Ukraine  | 16. Feb. 2015 |               |
| 143 | Alexander Jurjewitsch Timofejew                       | Haushaltsminister der Volksrepublik Donezk | Politik      | Ukraine  | 16. Feb. 2015 |               |
| 144 | Jewgeni Wladimirowitsch Manuilow                      | Haushaltsminister der Volksrepublik Lugansk | Politik      | Ukraine  | 16. Feb. 2015 |               |
| 145 | Wiktor Wjatscheslawowitsch Jazenko                    | Minister für Kommunikation der Volksrepublik Donezk | Politik      | Ukraine  | 16. Feb. 2015 |               |
| 145 | Olga Besedina                                         | Ministerin für wirtschaftliche Entwicklung und Handel der Volksrepublik Lugansk | Politik      | Ukraine  | 16. Feb. 2015 |               |
| 146 | Zaur Ismailow                                         | Amtierender Generalstaatsanwalt der Volksrepublik Lugansk | Politik      | Ukraine  | 16. Feb. 2015 |               |
| 147 | Anatoli Iwanowitsch Antonow                           | Stellvertretender Verteidigungsminister | Politik      | Russland | 16. Feb. 2015 |               |
| 148 | Arkadi Wiktorowitsch Bachin                           | Erster stellvertretender Verteidigungsminister | Politik      | Russland | 16. Feb. 2015 |               |
| 149 | Andrei Walerjewitsch Kartapolow                       | Direktor der Hauptabteilung Operationen und stellvertretender Leiter des Generalstabs der Streitkräfte der Russischen Föderation                                                      | Militär      | Russland | 16. Feb. 2015 |               |
| 150 | Iossif Dawydowitsch Kobson                            | Mitglied der Staatsduma | Politik      | Russland | 16. Feb. 2015 |               |
| 151 | Waleri Fjodorowitsch Raschkin                         | Erster stellvertretender Vorsitzender des Ausschusses für ethnische Fragen der Staatsduma                                                                                             | Politik      | Russland | 16. Feb. 2015 |               |

#### Gegen Institutionen
Gegen alle gelisteten Institutionen wurden gemäß Artikel 2 der Verordnung die Vermögenswerte sanktioniert.
Zurzeit (Stand 8. Juni 2015) sind 37 Unternehmen und Organisationen sanktioniert.
| #  | Name                                                            | Funktion                                                                                          | Gruppe      | Herkunft | von           |
| -- | --------------------------------------------------------------- | ------------------------------------------------------------------------------------------------- | ----------- | -------- | ------------- |
| 1  | Tschernomorneftegas                                             | ukrainischer Gaslieferant mit Lizenzen für Bohrungen im Schwarzen Meer                            | Wirtschaft  | Krim     | 12. Mai 2014  |
| 2  | Feodosia                                                        | auf der Krim ansässige Firma, der unter anderem ein wichtiges Ölterminal am Schwarzen Meer gehört | Wirtschaft  | Krim     | 12. Mai 2014  |
| 3  | Volksrepublik Lugansk                                           | im April 2014 proklamierte Republik ohne internationale Anerkennung                               | Institution | Ukraine  | 25. Juli 2014 |
| 4  | Volksrepublik Donezk                                            | im April 2014 proklamierte Republik ohne internationale Anerkennung                               | Institution | Ukraine  | 25. Juli 2014 |
| 5  | Föderativer Staat Neurussland                                   | Union bestehend aus den Volksrepubliken Lugansk und Donezk                                        | Institution | Ukraine  | 25. Juli 2014 |
| 6  | Große Don-Armee                                                 | Internationale Union öffentlicher Vereinigungen                                                   | Institution | Ukraine  | 25. Juli 2014 |
| 7  | Sobol                                                           | radikale paramilitärische Organisation                                                            | Militär     | Ukraine  | 25. Juli 2014 |
| 8  | Lugansker Garde                                                 | Selbstverteidigungsmiliz von Lugansk                                                              | Militär     | Ukraine  | 25. Juli 2014 |
| 9  | Armee des Südostens                                             | Illegale bewaffnete Separatistengruppe                                                            | Militär     | Ukraine  | 25. Juli 2014 |
| 10 | Volksmiliz des Donezbeckens                                     | Illegale bewaffnete Separatistengruppe                                                            | Militär     | Ukraine  | 25. Juli 2014 |
| 11 | Bataillon Wostok                                                | Illegale bewaffnete Separatistengruppe                                                            | Militär     | Ukraine  | 25. Juli 2014 |
| 12 | Fährunternehmen Kertsch                                         | von Behörden der Krim konfisziertes Unternehmen                                                   | Wirtschaft  | Ukraine  | 25. Juli 2014 |
| 13 | Seehandelshafen Sewastopol                                      | von Behörden der Krim konfisziertes Unternehmen                                                   | Wirtschaft  | Ukraine  | 25. Juli 2014 |
| 14 | Seehandelshafen Kertsch                                         | von Behörden der Krim konfisziertes Unternehmen                                                   | Wirtschaft  | Ukraine  | 25. Juli 2014 |
| 15 | Universal-Avia                                                  | von Behörden der Krim konfisziertes Unternehmen                                                   | Wirtschaft  | Ukraine  | 25. Juli 2014 |
| 16 | Kurort „Nizhnyaya Oreanda“                                      | von Behörden der Krim konfisziertes Unternehmen                                                   | Wirtschaft  | Ukraine  | 25. Juli 2014 |
| 17 | Brennerei Azov                                                  | von Behörden der Krim konfisziertes Unternehmen                                                   | Wirtschaft  | Ukraine  | 25. Juli 2014 |
| 18 | Staatlicher Konzern „Nationale Erzeugervereinigung ‚Massandra‘“ | von Behörden der Krim konfisziertes Unternehmen                                                   | Wirtschaft  | Ukraine  | 25. Juli 2014 |
| 19 | Staatliches Unternehmen Magarach des nationalen Weininstituts   | von Behörden der Krim konfisziertes Unternehmen                                                   | Wirtschaft  | Ukraine  | 25. Juli 2014 |
| 20 | Staatliches Unternehmen „Schaumweinhersteller Novy Svet“        | von Behörden der Krim konfisziertes Unternehmen                                                   | Wirtschaft  | Ukraine  | 25. Juli 2014 |
| 21 | Almas-Antei                                                     | Rüstungsprozent                                                                                   | Wirtschaft  | Russland | 30. Juli 2014 |
| 22 | Dobrolet Airlines                                               | Fluggesellschaft                                                                                  | Wirtschaft  | Russland | 30. Juli 2014 |
| 23 | Russische Nationale Handelsbank (RNKB)                          | Bank                                                                                              | Wirtschaft  | Krim     | 30. Juli 2014 |
| 24 | Republik Donezk                                                 | Öffentliche Organisation                                                                          | Politik     | Ukraine  | 29. Nov. 2014 |
| 25 | Frieden für die Region Lugansk                                  | Öffentliche Organisation                                                                          | Politik     | Ukraine  | 29. Nov. 2014 |
| 26 | Freies Donbass                                                  | Öffentliche Organisation                                                                          | Politik     | Ukraine  | 29. Nov. 2014 |
| 27 | Volksunion                                                      | Öffentliche Organisation                                                                          | Politik     | Ukraine  | 29. Nov. 2014 |
| 28 | Wirtschaftsunion Lugansk                                        | Öffentliche Organisation                                                                          | Politik     | Ukraine  | 29. Nov. 2014 |
| 29 | Kosakische Nationalgarde                                        | bewaffnete Separatistengruppe                                                                     | Militär     | Ukraine  | 16. Feb. 2015 |
| 30 | Sparta-Bataillon                                                | bewaffnete Separatistengruppe                                                                     | Militär     | Ukraine  | 16. Feb. 2015 |
| 31 | Somali-Bataillon                                                | bewaffnete Separatistengruppe                                                                     | Militär     | Ukraine  | 16. Feb. 2015 |
| 32 | Zarya-Bataillon                                                 | bewaffnete Separatistengruppe                                                                     | Militär     | Ukraine  | 16. Feb. 2015 |
| 33 | Prizrak-Brigade                                                 | bewaffnete Separatistengruppe                                                                     | Militär     | Ukraine  | 16. Feb. 2015 |
| 34 | Oplot-Bataillon                                                 | bewaffnete Separatistengruppe                                                                     | Militär     | Ukraine  | 16. Feb. 2015 |
| 35 | Kalmius-Bataillon                                               | bewaffnete Separatistengruppe                                                                     | Militär     | Ukraine  | 16. Feb. 2015 |
| 36 | Bataillon Smert                                                 | bewaffnete Separatistengruppe                                                                     | Militär     | Ukraine  | 16. Feb. 2015 |
| 37 | Bürgerbewegung „Neues Russland“                                 | Bürgerbewegung                                                                                    | Politik     | Ukraine  | 16. Feb. 2015 |

### Verordnung (EU) Nr. 833/2014 des Rates vom 31. Juli 2014
Diese Verordnung befasst sich mit der Ausfuhr bestimmter Güter und Technologien mit doppeltem Verwendungszweck und der Erbringung damit verbundener Hilfs- und Finanzleistungen. Dabei geht es vorwiegend um Rüstungsgüter und solchen militärischer Ausrüstung. Zusätzlich geht es um bestimmte Technologien für die Ölindustrie in Russland. Weiterhin soll bestimmten russischen Finanzinstituten der Zugang zum Finanzmarkt erschwert werden können.
- In Artikel 1 sind Begriffe dieser Verordnung definiert.
- Artikel 2 verbietet den Handel mit Dual-Use-Gütern im Bereich von Militärtechnologie.
- Artikel 2a verbietet den Handel mit Dual-Use-Gütern, die in Anhang I der Verordnung (EG) Nr. 428/2009 (Dual Use) enthalten sind, an jegliche im Anhang IV dieser Verordnung gelistete Unternehmen.[Anm. 3]
  - a) Hilfsleistungen
  - b) Finanzhilfen
- Artikel 3 verbietet den Handel mit bestimmten Dual-Use-Gütern gemäß Anhang II im Bereich der Erdölförderung.
- Artikel 3a verbietet Hilfsleistungen im bestimmten Bereich der Erdölförderung bei
  - a) unter Wasser >150 m.
  - b) in Offshore-Gebieten nördlich des Polarkreises.
  - c) bei Hydrofracking-Projekten.
- Artikel 4 verbietet
  - a) Hilfsleistungen (Gemeinsame Militärgüterliste).
  - b) Finanzhilfen (Gemeinsame Militärgüterliste).
  - c) Hilfsleistungen (Dual-Use-Güter / Militärische Zwecke).
  - d) Finanzhilfen (Dual-Use-Güter / Militärische Zwecke).
- Artikel 5, Absatz 1 verbietet Finanzgeschäfte (gemäß Anhang III) mit
  - a) russischen Finanzinstituten (>50 % im Staatsbesitz).
  - b) Finanzinstituten, die zu >50 % im Besitz der Unternehmen nach a).
  - c) Institutionen, die im Namen von Unternehmen nach b) oder gemäß Anhang II handeln.
- Artikel 5, Absatz 2 verbietet Finanzgeschäfte mit
  - a) russische Institutionen (gemäß Anhang V), die militärische Güter entwickeln, produzieren, verkaufen oder ausführen.
  - b) russische Institutionen (gemäß Anhang VI), die zu >50 im Staatsbesitz sind und in der Erdölbranche tätig sind.
  - c) Institutionen, die zu >50 % im Besitz von Institutionen nach a) oder b) sind.
  - d) Institutionen, die im Namen von Institutionen nach a), b) oder c) handeln.
- Artikel 6 definiert, dass Mitgliedsstaaten sich gegenseitig informieren.
- Artikel 7 ermächtigt die Europäische Kommission Anhang I (Liste der zuständigen nationalen Behörden) ändern zu dürfen.
- Artikel 8 fordert die Mitgliedsstaaten auf, die zuständigen nationalen Behörden zu benennen.
- Laut Artikel 9 müssen die Mitgliedstaaten die Einhaltung der Verordnung sicherstellen und Verstöße dagegen sanktionieren.
- Laut Artikel 10 können unwissende Personen nicht haftbar gemacht werden.
- Artikel 11 begrenzt Schadenersatzansprüche.
- Artikel 12 verbietet das Umgehen dieser Verordnung.
- Artikel 13 definiert den Geltungsbereich.
- Artikel 14 regelt das Inkrafttreten.

Der ursprüngliche Beschluss 2014/522 zu dieser Verordnung war bis zum 31. Juli 2015 gültig.

#### Gegen Institutionen
In der Tabelle sind Institutionen (überwiegend Unternehmen) gelistet, mit denen keine Finanzgeschäfte getätigt werden dürfen oder an die bestimmte Dual-Use-Güter nicht geliefert werden dürfen.
In der Tabelle sind bei „Art der Sanktion“ die folgenden angegeben:
1. „5-1a“ gemäß Artikel 5, Abschnitt 1a: Diese Unternehmen gehören zu den russischen Finanzinstituten, die zu mehr als 50 % im Staatsbesitz sind. Finanzgeschäfte sind verboten.
2. „2a“ gemäß Artikel 2a: Mit diesen Unternehmen dürfen keine Dual-Use-Güter gehandelt werden, die in Anhang I der Verordnung (EG) Nr. 428/2009 enthalten sind.
3. „5-2a“ gemäß Artikel 5, Abschnitt 2a: Mit diesen Unternehmen dürfen keine Finanzgeschäfte getätigt werden, da sie die militärischen Güter entwickeln, produzieren, verkaufen oder ausführen.
4. „5-2b“ gemäß Artikel 5, Abschnitt 2b: Mit diesen Unternehmen dürfen keine Finanzgeschäfte getätigt werden, da sie zu >50 % im Staatsbesitz und in der Erdölbranche tätig sind.

| #  | Name                           | Funktion                                                                                         | Gruppe     | Herkunft | Art  | von           |
| -- | ------------------------------ | ------------------------------------------------------------------------------------------------ | ---------- | -------- | ---- | ------------- |
| 1  | Sberbank                       | russische Staatsbank, größtes russisches Finanzinstitut                                          | Wirtschaft | Russland | 5-1a | 31. Juli 2014 |
| 2  | VTB                            | russische Staatsbank (Außenhandel)                                                               | Wirtschaft | Russland | 5-1a | 31. Juli 2014 |
| 2  | Gazprombank                    | russische Staatsbank                                                                             | Wirtschaft | Russland | 5-1a | 31. Juli 2014 |
| 4  | Wneschekonombank               | russische Außenwirtschaftsbank                                                                   | Wirtschaft | Russland | 5-1a | 31. Juli 2014 |
| 5  | Rosselchosbank                 | russische Staatsbank (Agrarsektor)                                                               | Wirtschaft | Russland | 5-1a | 31. Juli 2014 |
| 6  | Sirius                         | Rüstungskonzern; Optoelektronik für zivile und militärische Zwecke                               | Wirtschaft | Russland | 2a   | 12. Sep. 2014 |
| 7  | RT-Stankoinstrument            | Rüstungskonzern; Maschinenbau für zivile und militärische Zwecke                                 | Wirtschaft | Russland | 2a   | 12. Sep. 2014 |
| 8  | RT-Chimkomposit                | Rüstungskonzern; Materialien für zivile und militärische Zwecke                                  | Wirtschaft | Russland | 2a   | 12. Sep. 2014 |
| 9  | JSC Kalaschnikow               | Rüstungskonzern; Kleinwaffen                                                                     | Wirtschaft | Russland | 2a   | 12. Sep. 2014 |
| 10 | JSC Tula                       | Rüstungskonzern; Waffensysteme                                                                   | Wirtschaft | Russland | 2a   | 12. Sep. 2014 |
| 11 | Technologii Maschinostrojenija | Rüstungskonzern; Munition                                                                        | Wirtschaft | Russland | 2a   | 12. Sep. 2014 |
| 12 | Wyssokototschnyje Komplexy     | Rüstungskonzern; Flugabwehr- und Panzerabwehrsysteme                                             | Wirtschaft | Russland | 2a   | 12. Sep. 2014 |
| 13 | Almas-Antei                    | staatseigener Rüstungskonzern; Waffen, Munition, Forschung                                       | Wirtschaft | Russland | 2a   | 12. Sep. 2014 |
| 14 | NPO Basalt                     | staatseigener Rüstungskonzern; Herstellung von Maschinen zur Herstellung von Waffen und Munition | Wirtschaft | Russland | 2a   | 12. Sep. 2014 |
| 15 | Oboronprom                     | Rüstungskonzern                                                                                  | Wirtschaft | Russland | 5-2a | 12. Sep. 2014 |
| 16 | United Aircraft Corporation    | Rüstungskonzern                                                                                  | Wirtschaft | Russland | 5-2a | 12. Sep. 2014 |
| 17 | Uralwagonsawod                 | Rüstungskonzern                                                                                  | Wirtschaft | Russland | 5-2a | 12. Sep. 2014 |
| 18 | Rosneft                        | Energiekonzern                                                                                   | Wirtschaft | Russland | 5-2b | 12. Sep. 2014 |
| 19 | Transneft                      | Energiekonzern                                                                                   | Wirtschaft | Russland | 5-2b | 12. Sep. 2014 |
| 20 | Gazprom Neft                   | Energiekonzern                                                                                   | Wirtschaft | Russland | 5-2b | 12. Sep. 2014 |

#### Bezüglich Güter
| #  | KN-Code       | Warenbezeichnung |
| -- | ------------- | --- |
| 1  | 7304 11 00    | Rohre von der für Öl- oder Gasfernleitungen verwendeten Art (line pipe), nahtlos, aus nicht rostendem Stahl |
| 2  | 7304 19 10    | Rohre von der für Öl- oder Gasfernleitungen verwendeten Art (line pipe), nahtlos, aus Eisen oder Stahl, mit einem äußeren Durchmesser von 168,3 mm oder weniger (ausgenommen Waren aus nicht rostendem Stahl oder aus Gusseisen)                                                                                        |
| 3  | 7304 19 30    | Rohre von der für Öl- oder Gasfernleitungen verwendeten Art (line pipe), nahtlos, aus Eisen oder Stahl, mit einem äußeren Durchmesser von mehr als 168,3 mm bis 406,4 mm (ausgenommen Waren aus nicht rostendem Stahl oder aus Gusseisen)                                                                               |
| 4  | 7304 19 90    | Rohre von der für Öl- oder Gasfernleitungen verwendeten Art (line pipe), nahtlos, aus Eisen oder Stahl, mit einem äußeren Durchmesser von mehr als 406,4 mm (ausgenommen Waren aus nicht rostendem Stahl oder aus Gusseisen)                                                                                            |
| 5  | 7304 22 00    | Bohrgestänge, nahtlos, aus nicht rostendem Stahl, von der für das Bohren oder Fördern von Öl oder Gas verwendeten Art |
| 6  | 7304 23 00    | Bohrgestänge, nahtlos, von der für das Bohren oder Fördern von Öl oder Gas verwendeten Art, aus Eisen oder Stahl (ausgenommen Waren aus nicht rostendem Stahl oder aus Gusseisen) |
| 7  | 7304 29 10    | Futterrohre und Steigrohre, von der für das Bohren oder Fördern von Öl oder Gas verwendeten Art, aus Eisen oder Stahl, mit einem äußeren Durchmesser von 168,3 mm oder weniger (ausgenommen Waren aus Gusseisen) |
| 8  | 7304 29 30    | Futterrohre und Steigrohre, von der für das Bohren oder Fördern von Öl oder Gas verwendeten Art, aus Eisen oder Stahl, mit einem äußeren Durchmesser von mehr als 168,3 mm bis 406,4 mm (ausgenommen Waren aus Gusseisen)                                                                                               |
| 9  | 7304 29 90    | Futterrohre und Steigrohre, von der für das Bohren oder Fördern von Öl oder Gas verwendeten Art, aus Eisen oder Stahl, mit einem äußeren Durchmesser von mehr als 406,4 mm (ausgenommen Waren aus Gusseisen) |
| 10 | 7305 11 00    | Rohre von der für Öl- oder Gasfernleitungen verwendeten Art (line pipe), mit kreisförmigem Querschnitt und einem äußeren Durchmesser von mehr als 406,4 mm, aus Eisen oder Stahl, mit verdecktem Lichtbogen längsnahtgeschweißt                                                                                         |
| 11 | 7305 12 00    | Rohre von der für Öl- oder Gasfernleitungen verwendeten Art (line pipe), mit kreisförmigem Querschnitt und einem äußeren Durchmesser von mehr als 406,4 mm, aus Eisen oder Stahl, mit Lichtbogen längsnahtgeschweißt (ausgenommen mit verdecktem Lichtbogen längsnahtgeschweißte Erzeugnisse)                           |
| 12 | 7305 19 00    | Rohre von der für Öl- oder Gasfernleitungen verwendeten Art (line pipe), mit kreisförmigem Querschnitt und einem äußeren Durchmesser von mehr als 406,4 mm, aus flachgewalzten Erzeugnissen aus Eisen oder Stahl (ausgenommen mit Lichtbogen längsnahtgeschweißte Erzeugnisse)                                          |
| 13 | 7305 20 00    | Futterrohre von der für das Fördern von Öl oder Gas verwendeten Art (casing), mit kreisförmigem Querschnitt und einem äußeren Durchmesser von mehr als 406,4 mm, aus flachgewalzten Erzeugnissen aus Eisen oder Stahl                                                                                                   |
| 14 | 7306 11       | Rohre von der für Öl- oder Gasfernleitungen verwendeten Art (line pipe), geschweißt, aus flachgewalzten Erzeugnissen aus nicht rostendem Stahl, mit einem äußeren Durchmesser von 406,4 mm oder weniger |
| 15 | 7306 19       | Rohre von der für Öl- oder Gasfernleitungen verwendeten Art (line pipe), geschweißt, aus flachgewalzten Erzeugnissen aus Eisen oder Stahl, mit einem äußeren Durchmesser von 406,4 mm oder weniger (ausgenommen Waren aus nicht rostendem Stahl oder aus Gusseisen)                                                     |
| 16 | 7306 21 00    | Futterrohre und Steigrohre von der für das Fördern von Öl oder Gas verwendeten Art (casing und tubing), geschweißt, aus flachgewalzten Erzeugnissen aus nicht rostendem Stahl, mit einem äußeren Durchmesser von 406,4 mm oder weniger                                                                                  |
| 17 | 7306 29 00    | Futterrohre und Steigrohre von der für das Fördern von Öl oder Gas verwendeten Art (casing und tubing), geschweißt, aus flachgewalzten Erzeugnissen aus Eisen oder Stahl, mit einem äußeren Durchmesser von 406,4 mm oder weniger (ausgenommen Waren aus nicht rostendem Stahl oder aus Gusseisen)                      |
| 18 | 8207 13 00    | Erd-, Gesteins- oder Tiefbohrwerkzeuge, auswechselbar, mit arbeitenden Teilen aus gesinterten Metallcarbiden oder Cermets |
| 19 | 8207 19 10    | Erd-, Gesteins- oder Tiefbohrwerkzeuge, auswechselbar, mit arbeitenden Teilen aus Diamant oder agglomeriertem Diamant |
| 20 | ex 8413 50    | Oszillierende Verdrängerpumpen für Flüssigkeiten, mit Motorantrieb und mit einer maximalen Förderleistung von mehr als 18 m³ /h und einem Höchstreglerdruck von mehr als 40 bar, besonders konstruiert zum Einpumpen von Bohrschlämmen und/oder Zement in Erdölbohrlöcher.                                              |
| 21 | ex 8413 60    | Rotierende Verdrängerpumpen für Flüssigkeiten, mit Motorantrieb und mit einer maximalen Förderleistung von mehr als 18 m³ /h und einem Höchstreglerdruck von mehr als 40 bar, besonders konstruiert zum Einpumpen von Bohrschlämmen und/oder Zement in Erdölbohrlöcher.                                                 |
| 22 | 8413 82 00    | Hebewerke für Flüssigkeiten (ausgenommen Pumpen) |
| 23 | 8413 92 00    | Teile von Hebewerken für Flüssigkeiten, a. n. g. |
| 24 | 8430 49 00    | Bohrmaschinen und Tiefbohrgeräte zum Bohren des Bodens oder zum Abbauen von Mineralien oder Erzen, nicht selbstfahrend und nicht hydraulisch (ausgenommen Tunnelbohrmaschinen und andere Streckenvortriebsmaschinen sowie von Hand zu führende Werkzeuge)                                                               |
| 25 | ex 8431 39 00 | Teile, erkennbar ausschließlich oder hauptsächlich für auf Ölfeldern eingesetzte Maschinen, Apparate und Geräte der Position 8428 bestimmt |
| 26 | ex 8431 43 00 | Teile, erkennbar ausschließlich oder hauptsächlich für auf Ölfeldern eingesetzte Maschinen, Apparate und Geräte der Unterposition 8430 41 oder 8430 49 bestimmt |
| 27 | ex 8431 49    | Teile, erkennbar ausschließlich oder hauptsächlich für auf Ölfeldern eingesetzte Maschinen, Apparate und Geräte der Positionen 8426, 8429 und 8430 bestimmt |
| 28 | 8705 20 00    | Kraftfahrzeuge mit Bohrturm zum Tiefbohren |
| 29 | 8905 20 00    | Schwimmende oder tauchende Bohr- oder Förderplattformen |
| 30 | 8905 90 10    | Feuerschiffe, Feuerlöschschiffe, Schwimmkrane und andere Wasserfahrzeuge, bei denen das Fahren im Vergleich zu ihrer Hauptfunktion von untergeordneter Bedeutung ist, für die Seeschifffahrt (ausgenommen Schwimmbagger, schwimmende oder tauchende Bohr- oder Förderplattformen; Fischereifahrzeuge und Kriegsschiffe) |

## Durch den Europarat
Die parlamentarische Versammlung des Europarats verhängte im April 2014 eine Sanktion gegen Russland, indem er den russischen Abgeordneten nach der völkerrechtswidrigen russischen Annexion der Krim vorläufig das Stimmrecht entzog. Im Juni 2019 nahm die parlamentarische Versammlung die Sanktion wieder zurück. Zugleich änderte sie auf Verlangen Russlands ihre Regeln so, dass ein Entzug des Stimmrechts künftig nicht mehr möglich ist. Nach dem russischen Überfall auf die Ukraine wurde Russland am 15. März 2022 aus dem Europarat ausgeschlossen.

## Durch Norwegen
| Name                               | Funktion | Gruppe  | Herkunft | Art          | von           |
| ---------------------------------- | --- | ------- | -------- | ------------ | ------------- |
| Sergei Walerjewitsch Aksjonow      | Ministerpräsident der Krim                                                                                      | Politik | Krim     | e (e), v (v) | 17. März 2014 |
| Wolodymyr Konstantynow             | Vorsitzender des Parlaments der Krim                                                                            | Politik | Krim     | e, v         | 17. März 2014 |
| Rustam Ilmirowitsch Temirgalijew   | Erster Stellvertretender Ministerpräsident der Krim                                                             | Politik | Krim     | e, v         | 17. März 2014 |
| Denys Beresowskyj                  | Kommandeur der ukrainischen Marine                                                                              | Militär | Ukraine  | e, v         | 17. März 2014 |
| Alexei Michailowitsch Tschaly      | Bürgermeister von Sewastopol                                                                                    | Politik | Krim     | e, v         | 17. März 2014 |
| Pjotr Anatoljewitsch Sima          | Leiter des Sicherheitsdienstes der Krim                                                                         | Politik | Krim     | e, v         | 17. März 2014 |
| Juri Gennadjewitsch Scherebzow     | Berater des Vorsitzenden des Parlaments der Krim, einer der führenden Organisatoren des Referendums             | Politik | Krim     | e, v         | 17. März 2014 |
| Sergei Pawlowitsch Zekow           | Stellvertretender Vorsitzender des Parlaments der Krim                                                          | Politik | Krim     | e, v         | 17. März 2014 |
| Wiktor Alexejewitsch Oserow        | Vorsitzender des Sicherheits- und Verteidigungsausschusses des Föderationsrates der Russischen Föderation       | Politik | Russland | e, v         | 17. März 2014 |
| Wladimir Michailowitsch Dschabarow | Erster Stellvertretender Vorsitzender des Ausschusses für internationale Angelegenheiten des Föderationsrates   | Politik | Russland | e, v         | 17. März 2014 |
| Andrei Alexandrowitsch Klischas    | Vorsitzender des Ausschusses für Verfassungsrecht des Föderationsrates                                          | Politik | Russland | e, v         | 17. März 2014 |
| Nikolai Iwanowitsch Ryschkow       | Mitglied des Ausschusses für föderale Angelegenheiten, Regionalpolitik und den Norden des Föderationsrates      | Politik | Russland | e, v         | 17. März 2014 |
| Jewgeni Wiktorowitsch Buschmin     | Stellvertretender Vorsitzender des Föderationsrates                                                             | Politik | Russland | e, v         | 17. März 2014 |
| Alexander Borissowitsch Totoonow   | Mitglied des Ausschusses für Kultur, Wissenschaft und Information des Föderationsrates                          | Politik | Russland | e, v         | 17. März 2014 |
| Oleg Jewgenjewitsch Pantelejew     | Erster Stellvertretender Vorsitzender des Ausschusses für parlamentarische Angelegenheiten des Föderationsrates | Politik | Russland | e, v         | 17. März 2014 |
| Sergei Michailowitsch Mironow      | Mitglied des Rates der Staatsduma; Fraktionsführer der Partei Gerechtes Russland in der Duma                    | Politik | Russland | e, v         | 17. März 2014 |
| Sergei Wladimirowitsch Schelesnjak | Stellvertretender Vorsitzender der Staatsduma                                                                   | Politik | Russland | e, v         | 17. März 2014 |
| Leonid Eduardowitsch Sluzki        | Vorsitzender des Ausschusses der Staatsduma für die Gemeinschaft Unabhängiger Staaten                           | Politik | Russland | e, v         | 17. März 2014 |
| Alexander Wiktorowitsch Witko      | Kommandeur der Schwarzmeerflotte, Vizeadmiral                                                                   | Militär | Russland | e, v         | 17. März 2014 |
| Anatoli Alexejewitsch Sidorow      | Befehlshaber des russischen Militärbezirks West, aus dem Einheiten auf der Krim stationiert sind                | Militär | Russland | e, v         | 17. März 2014 |
| Alexander Wiktorowitsch Galkin     | Befehlshaber des russischen Militärbezirks Süd, dem auch die Schwarzmeerflotte unterstellt ist                  | Militär | Russland | e, v         | 17. März 2014 |

## Durch die USA
| Name                                   | Funktion | Gruppe       | Herkunftsland | Art          | von           |
| -------------------------------------- | --- | ------------ | ------------- | ------------ | ------------- |
| Wladislaw Jurjewitsch Surkow           | Berater von Präsident Wladimir Putin                                                                            | Politik      | Russland      | e (e), v (v) | 17. März 2014 |
| Sergei Jurjewitsch Glasjew             | Berater von Präsident Wladimir Putin                                                                            | Politik      | Russland      | e, v         | 17. März 2014 |
| Leonid Eduardowitsch Sluzki            | Vorsitzender des Ausschusses der Staatsduma für die Gemeinschaft Unabhängiger Staaten                           | Politik      | Russland      | e, v         | 17. März 2014 |
| Andrei Alexandrowitsch Klischas        | Vorsitzender des Ausschusses für Verfassungsrecht des Föderationsrates                                          | Politik      | Russland      | e, v         | 17. März 2014 |
| Walentina Iwanowna Matwijenko          | Vorsitzende des Föderationsrates                                                                                | Politik      | Russland      | e, v         | 17. März 2014 |
| Dmitri Olegowitsch Rogosin             | Stellvertretender Ministerpräsident der Russischen Föderation                                                   | Politik      | Russland      | e, v         | 17. März 2014 |
| Jelena Borissowna Misulina             | Abgeordnete in der Staatsduma                                                                                   | Politik      | Russland      | e, v         | 17. März 2014 |
| Sergei Walerjewitsch Aksjonow          | Ministerpräsident der Krim                                                                                      | Politik      | Krim          | e, v         | 17. März 2014 |
| Wolodymyr Konstantynow                 | Vorsitzender des Parlaments der Krim                                                                            | Politik      | Krim          | e, v         | 17. März 2014 |
| Wiktor Medwedtschuk                    | früherer Berater von Präsident Wiktor Janukowytsch                                                              | Politik      | Ukraine       | e, v         | 17. März 2014 |
| Wiktor Janukowytsch                    | früherer Präsident der Ukraine                                                                                  | Politik      | Ukraine       | e, v         | 17. März 2014 |
| Jewgeni Wiktorowitsch Buschmin         | Stellvertretender Vorsitzender des Föderationsrates                                                             | Politik      | Russland      | v            | 20. März 2014 |
| Wladimir Michailowitsch Dschabarow     | Erster Stellvertretender Vorsitzender des Ausschusses für internationale Angelegenheiten des Föderationsrates   | Politik      | Russland      | v            | 20. März 2014 |
| Andrei Alexandrowitsch Fursenko        | Berater von Präsident Wladimir Putin                                                                            | Politik      | Russland      | v            | 20. März 2014 |
| Alexei Alexejewitsch Gromow            | Erster Stellvertretender Leiter der russischen Präsidialverwaltung                                              | Politik      | Russland      | v            | 20. März 2014 |
| Sergei Borissowitsch Iwanow            | Leiter der russischen Präsidialverwaltung                                                                       | Politik      | Russland      | v            | 20. März 2014 |
| Wiktor Petrowitsch Iwanow              | Leiter der russischen Drogenbehörde                                                                             | Behörde      | Russland      | v            | 20. März 2014 |
| Wladimir Igorewitsch Koschin           | Leiter der Immobilienverwaltung des russischen Präsidenten                                                      | Behörde      | Russland      | v            | 20. März 2014 |
| Juri Walentinowitsch Kowaltschuk       | Bankier | Wirtschaft   | Russland      | v            | 20. März 2014 |
| Sergei Michailowitsch Mironow          | Mitglied des Rates der Staatsduma; Fraktionsführer der Partei Gerechtes Russland in der Duma                    | Politik      | Russland      | v            | 20. März 2014 |
| Sergei Jewgenjewitsch Naryschkin       | Vorsitzender der Staatsduma                                                                                     | Politik      | Russland      | v            | 20. März 2014 |
| Wiktor Alexejewitsch Oserow            | Vorsitzender des Sicherheits- und Verteidigungsausschusses des Föderationsrates der Russischen Föderation       | Politik      | Russland      | v            | 20. März 2014 |
| Oleg Jewgenjewitsch Pantelejew         | Erster Stellvertretender Vorsitzender des Ausschusses für parlamentarische Angelegenheiten des Föderationsrates | Politik      | Russland      | v            | 20. März 2014 |
| Arkadi Romanowitsch Rotenberg          | Unternehmer | Wirtschaft   | Russland      | v            | 20. März 2014 |
| Boris Romanowitsch Rotenberg           | Unternehmer | Wirtschaft   | Russland      | v            | 20. März 2014 |
| Nikolai Iwanowitsch Ryschkow           | Mitglied des Ausschusses für föderale Angelegenheiten, Regionalpolitik und den Norden des Föderationsrates      | Wirtschaft   | Russland      | v            | 20. März 2014 |
| Igor Dmitrijewitsch Sergun             | Kommandeur des militärischen Nachrichtendienstes GRU                                                            | Geheimdienst | Russland      | v            | 20. März 2014 |
| Gennadi Nikolajewitsch Timtschenko     | Oligarch | Wirtschaft   | Russland      | v            | 20. März 2014 |
| Alexander Borissowitsch Totoonow       | Mitglied des Ausschusses für Kultur, Wissenschaft und Information des Föderationsrates                          | Politik      | Russland      | v            | 20. März 2014 |
| Wladimir Iwanowitsch Jakunin           | Präsident der Russischen Eisenbahnen                                                                            | Wirtschaft   | Russland      | v            | 20. März 2014 |
| Sergei Wladimirowitsch Schelesnjak     | Stellvertretender Vorsitzender der Staatsduma                                                                   | Politik      | Russland      | v            | 20. März 2014 |
| Bank Rossija                           | Bank | Wirtschaft   | Russland      | v            | 20. März 2014 |
| Roman Ljagin                           | Leiter der zentralen Wahlkommission der Volksrepublik Donezk                                                    | Politik      | Ukraine       | v            | 11. März 2015 |
| Sergei Wadimowitsch Abisow             | Minister der Krim                                                                                               | Politik      | Krim          | v            | 11. März 2015 |
| Serhij Arbusow                         | ehemaliger Stellvertretender Ministerpräsident                                                                  | Politik      | Ukraine       | v            | 11. März 2015 |
| Mykola Asarow                          | ehemaliger Ministerpräsident                                                                                    | Politik      | Ukraine       | v            | 11. März 2015 |
| Rajissa Bohatyrjowa                    | ehemalige Gesundheitsministerin der Ukraine                                                                     | Politik      | Ukraine       | v            | 11. März 2015 |
| Alexander Dugin                        | Rechter Politiker                                                                                               | Politik      | Russland      | v            | 11. März 2015 |
| Kateryna Hubarjewa                     | Ministerin VR Donezk                                                                                            | Politik      | Ukraine       | v            | 11. März 2015 |
| Juri Iwakin                            | Führer der VRL                                                                                                  | Politik      | Ukraine       | v            | 11. März 2015 |
| Pawel Kanitschew                       | Rechter Politiker                                                                                               | Politik      | Ukraine       | v            | 11. März 2015 |
| Alexander Karaman                      | Außenminister VR Donezk                                                                                         | Politik      | Ukraine       | v            | 11. März 2015 |
| Alexander Khodakowski                  | Kommandeur „Wostok Battalion“                                                                                   | Militär      | Ukraine       | v            | 11. März 2015 |
| Andrei Kowalenko                       | Rechter Politiker                                                                                               | Politik      | Ukraine       | v            | 11. März 2015 |
| Oleg Grigorjewitsch Kosjura            | Leiter der Migrationsbehörde, Sewastopol                                                                        | Politik      | Russland      | v            | 11. März 2015 |
| Sergei Anatoljewitsch Sdriljuk         | Ehemaliger Verteidigungsminister der VRD                                                                        | Politik      | Russland      | v            | 11. März 2015 |
| Russische Nationale Handelsbank (RNCB) | Bank | Wirtschaft   | Russland      | v            | 11. März 2015 |
| Eurasische Jugendunion                 | russische Extremisten-Organisation (in der Ukraine verboten)                                                    | Politik      | Russland      | v            | 11. März 2015 |

## Durch Australien
Hier sollte erläutert werden, was das australische Vorgehen von dem der EU unterscheidet (bezogen auf die Verordnungen und die länderspezifische Betrachtung in Australien)

### Gegen Personen
Vermögenssperre und Reisebeschränkung
| #   | Name                                             | Funktion | Gruppe       | Herkunft | von           |
| --- | ------------------------------------------------ | --- | ------------ | -------- | ------------- |
| 1   | Sergei Jurjewitsch Glasjew                       | Berater von Präsident Wladimir Putin | Politik      | Russland | 19. Juni 2014 |
| 2   | Andrei Alexandrowitsch Klischas                  | Vorsitzender des Ausschusses für Verfassungsrecht des Föderationsrates                                                                                       | Politik      | Russland | 19. Juni 2014 |
| 3   | Walentina Iwanowna Matwijenko                    | Vorsitzende des Föderationsrates | Politik      | Russland | 19. Juni 2014 |
| 4   | Jelena Borissowna Misulina                       | Abgeordnete in der Staatsduma | Politik      | Russland | 19. Juni 2014 |
| 5   | Dmitri Olegowitsch Rogosin                       | Stellvertretender Ministerpräsident der Russischen Föderation                                                                                                | Politik      | Russland | 19. Juni 2014 |
| 6   | Leonid Eduardowitsch Sluzki                      | Vorsitzender des Ausschusses der Staatsduma für die Gemeinschaft Unabhängiger Staaten                                                                        | Politik      | Russland | 19. Juni 2014 |
| 7   | Wladislaw Jurjewitsch Surkow                     | Berater von Präsident Wladimir Putin | Politik      | Russland | 19. Juni 2014 |
| 8   | Alexander Wiktorowitsch Witko                    | Kommandeur der Schwarzmeerflotte, Vizeadmiral | Militär      | Russland | 19. Juni 2014 |
| 9   | Sergei Walerjewitsch Aksjonow                    | Am 27. Februar 2014 zum Präsidenten der Krim gewählt. | Politik      | Krim     | 19. Juni 2014 |
| 10  | Wolodymyr Konstantynow                           | Vorsitzender des Obersten Rats der Krim | Politik      | Krim     | 19. Juni 2014 |
| 11  | Wiktor Medwedtschuk                              | Vorsitzender der pro-russischen Organisation ""Ukrainian Choice"", welche versucht hatte den demokratischen Prozess in der Ukraine zu unterwandern.          | Politik      | Ukraine  | 19. Juni 2014 |
| 12  | Wiktor Janukowytsch                              | Ehemaliger ukrainischer Präsident; wird in der Ukraine strafrechtlich verfolgt wegen Veruntreuung von Staatsmitteln.                                         | Politik      | Ukraine  | 19. Juni 2014 |
| 13  | Andrei Alexandrowitsch Fursenko                  | Berater des Russischen Präsidenten, ehemaliger Minister für Bildung und Wissenschaft.                                                                        | Politik      | Russland | 19. Juni 2014 |
| 14  | Sergei Borissowitsch Iwanow                      | Vorsitzender der russischen Präsidialverwaltung | Politik      | Russland | 19. Juni 2014 |
| 15  | Juri Walentinowitsch Kowaltschuk                 | russischer Geschäftsmann | Wirtschaft   | Russland | 19. Juni 2014 |
| 16  | Arkadi Romanowitsch Rotenberg                    | russischer Geschäftsmann | Wirtschaft   | Russland | 19. Juni 2014 |
| 17  | Boris Romanowitsch Rotenberg                     | Mitinhaber neben Arkadi Rotenberg von Stroigasmontasch (SGM Group); steht in engen finanziellen Verbindungen zu Wladimir Putin.                              | Wirtschaft   | Russland | 19. Juni 2014 |
| 18  | Gennadi Nikolajewitsch Timtschenko               | Einer der Gründer von Gunvor, einer der weltgrößten unabhängigen Handelsgesellschaften im Bereich Öl und Energie; enger Vertrauter Präsident Putins          | Wirtschaft   | Russland | 19. Juni 2014 |
| 19  | Wjatscheslaw Wolodin                             | erster stellvertretender Stabschef der Präsidialverwaltung                                                                                                   | Politik      | Russland | 19. Juni 2014 |
| 20  | Wladimir Iwanowitsch Jakunin                     | Vorsitzender des Verwaltungsrats der sich im Staatsbesitz befindlichen russischen Eisenbahn; Enger persönlicher und finanzieller Vertrauter Wladimir Putins. | Wirtschaft   | Russland | 19. Juni 2014 |
| 21  | Oleg Jewgenjewitsch Belawenzew                   | bevollmächtigter Repräsentant des Präsidenten im Föderationskreis Krim                                                                                       | Politik      | Russland | 19. Juni 2014 |
| 22  | Jewgeni Wiktorowitsch Buschmin                   | Stellvertretender Vorsitzender des Föderationsrates | Politik      | Russland | 19. Juni 2014 |
| 23  | Wladimir Michailowitsch Dschabarow               | Erster Stellvertretender Vorsitzender des Ausschusses für internationale Angelegenheiten des Föderationsrates                                                | Politik      | Russland | 19. Juni 2014 |
| 24  | Alexej Alexejewitsch Gromow                      | erster stellvertretender Stabschef der Präsidialverwaltung                                                                                                   | Politik      | Russland | 19. Juni 2014 |
| 25  | Olga Fjodorowna Kowitidi                         | Mitglied des Russischen Föderationsrats für die Autonome Republik Krim                                                                                       | Politik      | Krim     | 19. Juni 2014 |
| 26  | Dmitri Nikolajewitsch Kosak                      | Stellvertretender Ministerpräsident der Russischen Föderation                                                                                                | Politik      | Russland | 19. Juni 2014 |
| 27  | Wladimir Igorewitsch Koschin                     | Chef der Präsidialverwaltung während der russischen Annexion der Krim.                                                                                       | Politik      | Russland | 19. Juni 2014 |
| 28  | Sergei Michailowitsch Mironow                    | Mitglied des Rates der Staatsduma; Fraktionsführer der Partei Gerechtes Russland in der Duma                                                                 | Politik      | Russland | 19. Juni 2014 |
| 29  | Sergei Jewgenjewitsch Naryschkin                 | Vorsitzender der Staatsduma | Politik      | Russland | 19. Juni 2014 |
| 30  | Wiktor Alexejewitsch Oserow                      | Vorsitzender des Sicherheits- und Verteidigungsausschusses des Föderationsrates der Russischen Föderation                                                    | Politik      | Russland | 19. Juni 2014 |
| 31  | Oleg Jewgenjewitsch Pantelejew                   | Erster Stellvertretender Vorsitzender des Ausschusses für parlamentarische Angelegenheiten des Föderationsrates                                              | Politik      | Russland | 19. Juni 2014 |
| 32  | Aleksei Puschkow                                 | Vorsitzender des Auswärtigen Ausschusses der Staatsduma | Politik      | Russland | 19. Juni 2014 |
| 33  | Nikolai Iwanowitsch Ryschkow                     | Mitglied des Ausschusses für föderale Angelegenheiten, Regionalpolitik und den Norden des Föderationsrates                                                   | Politik      | Russland | 19. Juni 2014 |
| 34  | Oleg Genrichowitsch Saweljew                     | Minister für Krim-Angelegenheiten | Politik      | Russland | 19. Juni 2014 |
| 35  | Igor Dmitrijewitsch Sergun                       | Direktor des russischen Militärnachrichtendienstes GRU | Geheimdienst | Russland | 19. Juni 2014 |
| 36  | Alexander Borissowitsch Totoonow                 | Mitglied des Ausschusses für Kultur, Wissenschaft und Information des Föderationsrates                                                                       | Politik      | Russland | 19. Juni 2014 |
| 37  | Sergei Wladimirowitsch Schelesnjak               | Stellvertretender Vorsitzender der Staatsduma | Politik      | Russland | 19. Juni 2014 |
| 38  | Alexei Michailowitsch Tschaly                    | Bürgermeister von Sewastopol | Politik      | Krim     | 19. Juni 2014 |
| 39  | Igor Wsewolodowitsch Girkin; alias Igor Strelkow | russischer Militärangehöriger | Militär      | Russland | 19. Juni 2014 |
| 40  | Michail Grigorjewitsch Malyschew                 | Vorsitzender der Wahlkommission für das Referendum über den zukünftigen Status der Krim                                                                      | Politik      | Krim     | 19. Juni 2014 |
| 41  | Waleri Kirillowitsch Medwedew                    | Vorsitzender der Wahlkommission für das Referendum über den zukünftigen Status der Stadt Sewastopol                                                          | Politik      | Krim     | 19. Juni 2014 |
| 42  | Wjatscheslaw Ponomarjow                          | selbsternannter Bürgermeister von Slowjansk | Politik      | Ukraine  | 19. Juni 2014 |
| 43  | Denis Puschilin                                  | Sprecher der Separatisten in der Volksrepublik Donezk | Politik      | Ukraine  | 19. Juni 2014 |
| 44  | Rustam Ilmirowitsch Temirgalijew                 | Stellvertretender Ministerpräsident der Krim | Politik      | Krim     | 19. Juni 2014 |
| 45  | Sergei Pawlowitsch Zekow                         | Stellvertretender Vorsitzender des Obersten Rats der Krim | Politik      | Krim     | 19. Juni 2014 |
| 46  | Juri Gennadjewitsch Scherebzow                   | Berater des Vorsitzenden des Obersten Rats der Krim, einer der führenden Organisatoren des Referendums                                                       | Politik      | Krim     | 19. Juni 2014 |
| 47  | Pjotr Anatoljewitsch Sima                        | Leiter des Sicherheitsdienstes der Krim (SBU) | Geheimdienst | Krim     | 19. Juni 2014 |
| 48  | Alexander Wiktorowitsch Galkin                   | Befehlshaber des russischen Militärbezirks Süd, dem auch die Schwarzmeerflotte unterstellt ist                                                               | Militär      | Russland | 19. Juni 2014 |
| 49  | Anatoli Alexejewitsch Sidorow                    | Befehlshaber des russischen Militärbezirks West, aus dem Einheiten auf der Krim stationiert sind                                                             | Militär      | Russland | 19. Juni 2014 |
| 50  | Denys Beresowskyj                                | ehemaliger Kommandeur der ukrainischen Marine | Militär      | Ukraine  | 19. Juni 2014 |
| 51  | Sergei Orestowitsch Beseda                       | Kommandeur der Direktion Fünf des Inlandsgeheimdienstes FSB                                                                                                  | Geheimdienst | Russland | 2. Sep. 2014  |
| 52  | Alexander Bortnikow                              | ständiges Mitglied des Sicherheitsrates und Direktor des Inlandsgeheimdienstes FSB                                                                           | Geheimdienst | Russland | 2. Sep. 2014  |
| 53  | Michail Wladimirowitsch Degtjarjow               | Mitglied der Staatsduma | Politik      | Russland | 2. Sep. 2014  |
| 54  | Michail Fradkow                                  | ständiges Mitglied des Sicherheitsrates und Direktor des Auslandsgeheimdienstes SWR                                                                          | Geheimdienst | Russland | 2. Sep. 2014  |
| 55  | Waleri Wassiljewitsch Gerassimow                 | Generalstabschef der Russischen Streitkräfte | Militär      | Russland | 2. Sep. 2014  |
| 56  | Boris Gryslow                                    | ständiges Mitglied und Sekretär des Sicherheitsrates | Politik      | Russland | 2. Sep. 2014  |
| 57  | Ramsan Kadyrow                                   | Präsident der Republik Tschetschenien | Politik      | Russland | 2. Sep. 2014  |
| 58  | Sergei Iwanowitsch Menjailo                      | Gouverneur des Föderationssubjektes Sewastopol | Politik      | Krim     | 2. Sep. 2014  |
| 59  | Sergei Iwanowitsch Newerow                       | Stellvertretender Vorsitzender der Staatsduma | Politik      | Russland | 2. Sep. 2014  |
| 60  | Raschid Gumarowitsch Nurgalijew                  | ständiges Mitglied und stellvertretender Sekretär des Sicherheitsrates                                                                                       | Politik      | Russland | 2. Sep. 2014  |
| 61  | Nikolai Patruschew                               | ständiges Mitglied und Sekretär des Sicherheitsrates | Politik      | Russland | 2. Sep. 2014  |
| 62  | Wladimir Nikolajewitsch Pligin                   | Vorsitzender des Duma-Ausschusses für Verfassungsrecht | Politik      | Russland | 2. Sep. 2014  |
| 63  | Nikolaj Schamalow                                | russischer Geschäftsmann | Wirtschaft   | Russland | 2. Sep. 2014  |
| 64  | Wladimir Schamanow                               | Kommandeur der luftgestützten russischen Truppen, Generalleutnant                                                                                            | Militär      | Russland | 2. Sep. 2014  |
| 65  | Ljudmila Iwanowna Schwezowa                      | Stellvertretende Vorsitzende der Staatsduma | Politik      | Russland | 2. Sep. 2014  |
| 66  | Sergei Wadimowitsch Abisow                       | Innenminister der Krim | Politik      | Krim     | 2. Sep. 2014  |
| 67  | Wladimir Jurjewitsch Antjufejew                  | ehemaliger Minister für Staatssicherheit in Transnistrien, erster Vizepremierminister der Volksrepublik Donezk                                               | Politik      | Russland | 2. Sep. 2014  |
| 68  | Marat Baschirow                                  | Premierminister des Ministerrates der Volksrepublik Lugansk                                                                                                  | Politik      | Ukraine  | 2. Sep. 2014  |
| 69  | Fjodor Dmitrijewitsch Beresin                    | stellvertretender Verteidigungsminister der Volksrepublik Donezk                                                                                             | Politik      | Ukraine  | 2. Sep. 2014  |
| 70  | Igor Nikolajewitsch Besler                       | Anführer einer Miliz von Horliwka | Militär      | Krim     | 2. Sep. 2014  |
| 71  | Waleri Dmitrijewitsch Bolotow                    | Anführer der Separatistengruppe „Armee des Südostens“ | Militär      | Ukraine  | 2. Sep. 2014  |
| 72  | Alexander Jurjewitsch Borodai                    | Premierminister der Volksrepublik Donezk | Politik      | Ukraine  | 2. Sep. 2014  |
| 73  | Pawel Gubarew                                    | Anführer der „Volkswehr des Donbass“, Vorsitzender der Partei „Neurussland“                                                                                  | Politik      | Ukraine  | 2. Sep. 2014  |
| 74  | Ekaterina Gubarewa                               | Ministerin für Auswärtige Angelegenheiten der „Volksrepublik Donezk“                                                                                         | Politik      | Ukraine  | 2. Sep. 2014  |
| 75  | Alexej Karjakin                                  | Vorsitzender des Obersten Rates der Volksrepublik Lugansk | Politik      | Ukraine  | 2. Sep. 2014  |
| 76  | Petr Jarosch                                     | Leiter des Amtes des föderalen Migrationsdienstes für die Krim                                                                                               | Politik      | Krim     | 2. Sep. 2014  |
| 77  | Igor Kakidzjanow                                 | ehemaliger Oberbefehlshaber der Volksarmee in der Volksrepublik Donezk                                                                                       | Militär      | Ukraine  | 2. Sep. 2014  |
| 78  | Alexander Alexandrowitsch Kaljusski              | De-facto-Stellvertreter des Premierministers der Volksrepublik Donezk, zuständig für soziale Angelegenheiten                                                 | Politik      | Ukraine  | 2. Sep. 2014  |
| 79  | Juri Iwakin                                      | Innenminister der Volksrepublik Lugansk | Politik      | Ukraine  | 2. Sep. 2014  |
| 80  | Waleri Wladimirowitsch Kaurow                    | selbsternannter Präsident der Republik Neurussland | Politik      | Ukraine  | 2. Sep. 2014  |
| 81  | Alexander Chodakowski                            | Sicherheitsminister der Volksrepublik Donezk | Politik      | Ukraine  | 2. Sep. 2014  |
| 82  | Alexander Chriakow                               | Minister für Information und Massenkommunikation der Volksrepublik Donezk                                                                                    | Politik      | Ukraine  | 2. Sep. 2014  |
| 83  | Nikolai Kozitsin                                 | Kommandeur der Kosaken-Armee | Militär      | Ukraine  | 2. Sep. 2014  |
| 84  | Oleg Grigorjewitsch Kosjura                      | Leiter des Amtes des föderalen Migrationsdienstes für Sewastopol                                                                                             | Politik      | Ukraine  | 2. Sep. 2014  |
| 85  | Boris Alexejewitsch Litwinow                     | Vorsitzender des Obersten Rates der Volksrepublik Donezk | Politik      | Ukraine  | 2. Sep. 2014  |
| 86  | Roman Ljagin                                     | Leiter der zentralen Wahlkommission der Volksrepublik Donezk                                                                                                 | Politik      | Ukraine  | 2. Sep. 2014  |
| 87  | Konstantin Malofejew                             | russischer Geschäftsmann | Wirtschaft   | Russland | 2. Sep. 2014  |
| 88  | Aleksandr Malygin                                | Leiter der zentralen Wahlkommission der Volksrepublik Lugansk                                                                                                | Politik      | Ukraine  | 2. Sep. 2014  |
| 89  | Olexi Mozgowi                                    | Einer der Anführer der bewaffneten Gruppen in der Ostukraine                                                                                                 | Militär      | Ukraine  | 2. Sep. 2014  |
| 90  | Wasil Nikitin                                    | Vizepremierminister des Ministerrates der Volksrepublik Lugansk (war zuvor Premierminister der Volksrepublik Lugansk und Sprecher der Armee des Südostens).  | Politik      | Ukraine  | 2. Sep. 2014  |
| 91  | Igor Wenediktowitsch Plotnizki                   | Verteidigungsminister der Volksrepublik Lugansk | Politik      | Ukraine  | 2. Sep. 2014  |
| 92  | Natalja Poklonskaja                              | Generalstaatsanwältin der Republik Krim | Politik      | Ukraine  | 2. Sep. 2014  |
| 93  | Andrij Purgin                                    | Separatistenführer in der Volksrepublik Donezk | Politik      | Ukraine  | 2. Sep. 2014  |
| 94  | Igor Schewtschenko                               | Staatsanwalt von Sewastopol | Politik      | Ukraine  | 2. Sep. 2014  |
| 95  | Oksana Tschigrina                                | Sprecherin der Regierung der Volksrepublik Lugansk | Politik      | Ukraine  | 2. Sep. 2014  |
| 96  | Alexander Tkatschow                              | Gouverneur der Region Krasnodar | Politik      | Russland | 2. Sep. 2014  |
| 97  | Oleh Zarjow                                      | selbsternannter Parlamentsvorsitzender der Union der Volksrepubliken Donezk und Lugansk                                                                      | Politik      | Ukraine  | 2. Sep. 2014  |
| 98  | Sergei Anatoljewitsch Sdriljuk                   | hochrangiger Helfer von Igor Girkin / Strelkow | Militär      | Ukraine  | 2. Sep. 2014  |
| 99  | Wiktor Jurjewitsch Anossow                       | Mitglied einer großen, bewaffneten Aufständischengruppe in der Nähe von Slowjansk, die von Igor Girkin geführt wird.                                         | Militär      | Ukraine  | 2. Sep. 2014  |
| 100 | Wjatscheslaw Anatoljewitsch Apraximow            | Mitglied einer großen, bewaffneten Aufständischengruppe in der Nähe von Slowjansk, die von Igor Girkin geführt wird.                                         | Militär      | Ukraine  | 2. Sep. 2014  |
| 101 | Ruslan Junirowitsch Ilkajew                      | Mitglied einer großen, bewaffneten Aufständischengruppe in der Nähe von Slowjansk, die von Igor Girkin geführt wird.                                         | Militär      | Ukraine  | 2. Sep. 2014  |
| 102 | Wiktor Petrowitsch Iwanow                        | Mitglied des Sicherheitsausschusses der Russischen Föderation.                                                                                               | Politik      | Russland | 2. Sep. 2014  |
| 103 | Alexander Akimowitsch Karaman                    | Stellvertretender Premierminister für Soziales der Volksrepublik Donezk                                                                                      | Politik      | Ukraine  | 2. Sep. 2014  |
| 104 | Waleri Wladimirowitsch Kulikow                   | Stellvertretender Kommandeur der Schwarzmeerflotte | Militär      | Russland | 2. Sep. 2014  |
| 105 | Valeri Kostiantinowitsch Musijenko               | Mitglied einer großen, bewaffneten Aufständischengruppe in der Nähe von Slowjansk, die von Igor Girkin geführt wird.                                         | Militär      | Krim     | 2. Sep. 2014  |
| 106 | Alexander Michailowitsch Nossatow                | Stellvertretender Kommandeur der Schwarzmeerflotte | Militär      | Russland | 2. Sep. 2014  |
| 107 | German Prokopjow                                 | Anführer der „Lugansker Garde“ | Militär      | Ukraine  | 2. Sep. 2014  |
| 108 | Juri Oleksandrowitsch Protsenko                  | Mitglied einer großen, bewaffneten Aufständischengruppe in der Nähe von Slowjansk, die von Igor Girkin geführt wird.                                         | Militär      | Ukraine  | 2. Sep. 2014  |
| 109 | Sergei Gennadjewitsch Zyplakow                   | Anführer der Volksmiliz des Donezkbeckens | Militär      | Ukraine  | 2. Sep. 2014  |
| 110 | Igor Nikolajewitsch Turtschenjuk                 | Stellvertretender Kommandeur des russischen Militärbezirks Süd                                                                                               | Militär      | Russland | 2. Sep. 2014  |
| 111 | Oleg Anatoljewitsch Wassin                       | Mitglied einer großen, bewaffneten Aufständischengruppe in der Nähe von Slowjansk, die von Igor Girkin geführt wird.                                         | Militär      | Ukraine  | 2. Sep. 2014  |
| 112 | Alexander Sachartschenko                         | seit dem 7. August 2014 Premierminister der Volksrepublik Donezk                                                                                             | Politik      | Ukraine  | 2. Sep. 2014  |
| 113 | Wladimir Wolfowitsch Schirinowski                | Mitglied des Rates der Staatsduma; Vorsitzender der LDPR-Partei                                                                                              | Politik      | Russland | 2. Sep. 2014  |

### Gegen Institutionen
Vermögenssperre und Handelssperre
| #  | Name                                                            | Funktion                                                                                          | Gruppe      | Herkunft | von           |
| -- | --------------------------------------------------------------- | ------------------------------------------------------------------------------------------------- | ----------- | -------- | ------------- |
| 1  | Bank Rossija                                                    | Bank                                                                                              | Wirtschaft  | Russland | 19. Juni 2014 |
| 2  | InvestCapitalBank                                               | Kreditbank                                                                                        | Wirtschaft  | Russland | 19. Juni 2014 |
| 3  | SMP Bank                                                        | Kreditbank                                                                                        | Wirtschaft  | Russland | 19. Juni 2014 |
| 4  | Stroytransgaz Group                                             | Energiekonzern; Bau von Gas-Pipelines                                                             | Wirtschaft  | Russland | 19. Juni 2014 |
| 5  | Aquanika                                                        | Produzent von Mineralwässern und Softdrinks                                                       | Wirtschaft  | Russland | 19. Juni 2014 |
| 6  | Avia Group LLC                                                  | Betreiber von Infrastruktur auf dem Flughafen in Sheremetjewa                                     | Wirtschaft  | Russland | 19. Juni 2014 |
| 7  | Avia Group Nord LLC                                             | Anbieter von Management-Dienstleistungen im Bereich Luftfahrt                                     | Wirtschaft  | Russland | 19. Juni 2014 |
| 8  | CJSC Zest                                                       | Baukonzern                                                                                        | Wirtschaft  | Russland | 19. Juni 2014 |
| 9  | Volga Group                                                     | Strategie-Investment-Gruppe                                                                       | Wirtschaft  | Russland | 19. Juni 2014 |
| 10 | Transoil                                                        | Energiekonzern; Transport von Öl                                                                  | Wirtschaft  | Russland | 19. Juni 2014 |
| 11 | Chernomorneftegaz                                               | ukrainischer Gaslieferant mit Lizenzen für Bohrungen im Schwarzen Meer                            | Wirtschaft  | Krim     | 19. Juni 2014 |
| 12 | Almas-Antei                                                     | Rüstungsprozent                                                                                   | Wirtschaft  | Russland | 2. Sep. 2014  |
| 13 | Armee des Südostens                                             | Illegale bewaffnete Separatistengruppe                                                            | Militär     | Ukraine  | 2. Sep. 2014  |
| 14 | Brennerei Azov                                                  | von Behörden der Krim konfisziertes Unternehmen                                                   | Wirtschaft  | Ukraine  | 2. Sep. 2014  |
| 15 | Volksmiliz des Donezbeckens                                     | Illegale bewaffnete Separatistengruppe                                                            | Militär     | Ukraine  | 2. Sep. 2014  |
| 16 | Staatliches Unternehmen „Schaumweinhersteller Novy Svet“        | von Behörden der Krim konfisziertes Unternehmen                                                   | Wirtschaft  | Ukraine  | 2. Sep. 2014  |
| 17 | Föderativer Staat Neurussland                                   | Union bestehend aus den Volksrepubliken Lugansk und Donezk                                        | Institution | Ukraine  | 2. Sep. 2014  |
| 18 | Feodosia                                                        | auf der Krim ansässige Firma, der unter anderem ein wichtiges Ölterminal am Schwarzen Meer gehört | Wirtschaft  | Krim     | 2. Sep. 2014  |
| 19 | Große Don-Armee                                                 | Internationale Union öffentlicher Vereinigungen                                                   | Institution | Ukraine  | 2. Sep. 2014  |
| 20 | Fährunternehmen Kertsch                                         | von Behörden der Krim konfisziertes Unternehmen                                                   | Wirtschaft  | Ukraine  | 2. Sep. 2014  |
| 21 | Seehandelshafen Kertsch                                         | von Behörden der Krim konfisziertes Unternehmen                                                   | Wirtschaft  | Ukraine  | 2. Sep. 2014  |
| 22 | Lugansker Garde                                                 | Selbstverteidigungsmiliz von Lugansk                                                              | Militär     | Ukraine  | 2. Sep. 2014  |
| 23 | Staatliches Unternehmen Magarach des nationalen Weininstituts   | von Behörden der Krim konfisziertes Unternehmen                                                   | Wirtschaft  | Ukraine  | 2. Sep. 2014  |
| 24 | Staatlicher Konzern „Nationale Erzeugervereinigung ‚Massandra‘“ | von Behörden der Krim konfisziertes Unternehmen                                                   | Wirtschaft  | Ukraine  | 2. Sep. 2014  |
| 25 | Volksrepublik Donezk                                            | im April 2014 proklamierte Republik ohne internationale Anerkennung                               | Institution | Ukraine  | 2. Sep. 2014  |
| 26 | Volksrepublik Lugansk                                           | im April 2014 proklamierte Republik ohne internationale Anerkennung                               | Institution | Ukraine  | 2. Sep. 2014  |
| 27 | Kurort „Nizhnyaya Oreanda“                                      | von Behörden der Krim konfisziertes Unternehmen                                                   | Wirtschaft  | Ukraine  | 2. Sep. 2014  |
| 28 | Russische Nationale Handelsbank (RNCB)                          | Bank                                                                                              | Wirtschaft  | Krim     | 2. Sep. 2014  |
| 29 | Seehandelshafen Sewastopol                                      | von Behörden der Krim konfisziertes Unternehmen                                                   | Wirtschaft  | Ukraine  | 2. Sep. 2014  |
| 30 | Sobol                                                           | radikale paramilitärische Organisation                                                            | Militär     | Ukraine  | 2. Sep. 2014  |
| 31 | Universal-Avia                                                  | von Behörden der Krim konfisziertes Unternehmen                                                   | Wirtschaft  | Ukraine  | 2. Sep. 2014  |
| 32 | Bataillon Wostok                                                | Illegale bewaffnete Separatistengruppe                                                            | Militär     | Ukraine  | 2. Sep. 2014  |

## Durch Kanada
Hier sollte erläutert werden, was das kanadische Vorgehen von dem der EU unterscheidet (bezogen auf die Verordnungen und die länderspezifische Betrachtung in Kanada)

### Gegen ukrainische Bürger
Nur Vermögenssperre
| #  | Name                              | Funktion | Gruppe       | von          |
| -- | --------------------------------- | --- | ------------ | ------------ |
| 1  | Mykola Asarow                     | Premierminister der Ukraine bis Januar 2014                                                                                     | Politik      | 5. März 2014 |
| 2  | Oleksij Mikolajowitsch Asarow     | Sohn des ehemaligen Premierministers Azarov                                                                                     | Politik      | 5. März 2014 |
| 3  | Rajissa Bohatyrjowa               | ehemalige Gesundheitsministerin                                                                                                 | Politik      | 5. März 2014 |
| 4  | Ihor Kalinin                      | ehemaliger Berater des Staatspräsidenten der Ukraine                                                                            | Politik      | 5. März 2014 |
| 5  | Andrij Kljujew                    | ehemaliger Leiter des ukrainischen Präsidialamtes                                                                               | Politik      | 5. März 2014 |
| 6  | Serhij Kljujew                    | Geschäftsmann, Bruder von Andrii Kliuiev                                                                                        | Wirtschaft   | 5. März 2014 |
| 7  | Serhij Kurtschenko                | Geschäftsmann | Wirtschaft   | 5. März 2014 |
| 8  | Olena Lukasch                     | ehemalige Justizministerin | Politik      | 5. März 2014 |
| 9  | Andrej Wladimirowitsch Portnow    | ehemaliger Berater des Staatspräsidenten der Ukraine                                                                            | Politik      | 5. März 2014 |
| 10 | Artem Viktorowitsch Pschonka      | Sohn des ehemaligen Generalstaatsanwalts, stellvertretender Fraktionschef der Partei der Regionen im Werchowna Rada der Ukraine | Politik      | 5. März 2014 |
| 11 | Wiktor Pschonka                   | ehemaliger Generalstaatsanwalt der Ukraine                                                                                      | Politik      | 5. März 2014 |
| 12 | Wiktor Iwanowitsch Ratuschnjak    | ehemaliger stellvertretender Innenminister                                                                                      | Politik      | 5. März 2014 |
| 13 | Dmytro Tabatschnyk                | ehemaliger Minister für Bildung und Wissenschaft                                                                                | Politik      | 5. März 2014 |
| 14 | Alexander Hrihorowitsch Jakimenko | ehemaliger Leiter des Sicherheitsdienstes der Ukraine                                                                           | Geheimdienst | 5. März 2014 |
| 15 | Wiktor Janukowytsch               | ehemaliger Staatspräsident der Ukraine                                                                                          | Politik      | 5. März 2014 |
| 16 | Wiktor Wiktorowytsch Janukowytsch | Sohn des ehemaligen Staatspräsidenten, Mitglied der Werchowna Rada (ukrainisches Parlament)                                     | Politik      | 5. März 2014 |
| 17 | Oleksandr Janukowytsch            | Sohn des ehemaligen Staatspräsidenten, Geschäftsmann                                                                            | Wirtschaft   | 5. März 2014 |
| 18 | Witalij Sachartschenko            | ehemaliger Innenminister | Politik      | 5. März 2014 |

### Gegen Russland
Hier sollte erläutert werden, dass Kanada (anders als die EU) eine Verordnung für alle Sanktionen gegen Russland hat.

#### Gegen Personen (Schedule 1, Part 1)
Vermögenssperre und Reisebeschränkung
| #  | Name                                             | Funktion | Gruppe       | von           |
| -- | ------------------------------------------------ | --- | ------------ | ------------- |
| 1  | Sergei Jurjewitsch Glasjew                       | Berater von Präsident Wladimir Putin | Politik      | 17. März 2014 |
| 2  | Andrei Alexandrowitsch Klischas                  | Vorsitzender des Ausschusses für Verfassungsrecht des Föderationsrates | Politik      | 17. März 2014 |
| 3  | Walentina Iwanowna Matwijenko                    | Vorsitzende des Föderationsrates | Politik      | 17. März 2014 |
| 4  | Jelena Borissowna Misulina                       | Abgeordnete in der Staatsduma | Politik      | 17. März 2014 |
| 5  | Dmitri Olegowitsch Rogosin                       | Stellvertretender Ministerpräsident der Russischen Föderation | Politik      | 17. März 2014 |
| 6  | Leonid Eduardowitsch Sluzki                      | Vorsitzender des Ausschusses der Staatsduma für die Gemeinschaft Unabhängiger Staaten                                                                                                 | Politik      | 17. März 2014 |
| 7  | Wladislaw Jurjewitsch Surkow                     | Berater von Präsident Wladimir Putin | Politik      | 17. März 2014 |
| 8  | Wiktor Alexejewitsch Oserow                      | Vorsitzender des Sicherheits- und Verteidigungsausschusses des Föderationsrates der Russischen Föderation                                                                             | Politik      | 19. März 2014 |
| 9  | Wladimir Michailowitsch Dschabarow               | Erster Stellvertretender Vorsitzender des Ausschusses für internationale Angelegenheiten des Föderationsrates                                                                         | Politik      | 19. März 2014 |
| 10 | Nikolai Iwanowitsch Ryschkow                     | Mitglied des Ausschusses für föderale Angelegenheiten, Regionalpolitik und den Norden des Föderationsrates                                                                            | Politik      | 19. März 2014 |
| 11 | Jewgeni Wiktorowitsch Buschmin                   | Stellvertretender Vorsitzender des Föderationsrates | Politik      | 19. März 2014 |
| 12 | Alexander Borissowitsch Totoonow                 | Mitglied des Ausschusses für Kultur, Wissenschaft und Information des Föderationsrates                                                                                                | Politik      | 19. März 2014 |
| 13 | Oleg Jewgenjewitsch Pantelejew                   | Erster Stellvertretender Vorsitzender des Ausschusses für parlamentarische Angelegenheiten des Föderationsrates                                                                       | Politik      | 19. März 2014 |
| 14 | Sergei Michailowitsch Mironow                    | Mitglied des Rates der Staatsduma; Fraktionsführer der Partei Gerechtes Russland in der Duma                                                                                          | Politik      | 19. März 2014 |
| 15 | Sergei Wladimirowitsch Schelesnjak               | Stellvertretender Vorsitzender der Staatsduma | Politik      | 19. März 2014 |
| 16 | Alexander Wiktorowitsch Witko                    | Kommandeur der Schwarzmeerflotte, Vizeadmiral | Militär      | 19. März 2014 |
| 17 | Anatoli Alexejewitsch Sidorow                    | Befehlshaber des russischen Militärbezirks West, aus dem Einheiten auf der Krim stationiert sind                                                                                      | Militär      | 19. März 2014 |
| 18 | Alexander Wiktorowitsch Galkin                   | Befehlshaber des russischen Militärbezirks Süd, dem auch die Schwarzmeerflotte unterstellt ist                                                                                        | Militär      | 19. März 2014 |
| 19 | Arkadi Wiktorowitsch Bachin                      | Erster stellvertretender Verteidigungsminister | Politik      | 21. März 2014 |
| 20 | Andrei Alexandrowitsch Fursenko                  | ehemaliger Minister für Bildung und Wissenschaft | Politik      | 21. März 2014 |
| 21 | Alexej Alexejewitsch Gromow                      | erster stellvertretender Stabschef der Präsidialverwaltung | Politik      | 21. März 2014 |
| 22 | Witali Nikitich Ignatenko                        | |              | 21. März 2014 |
| 23 | Sergei Borissowitsch Iwanow                      | Vorsitzender der Russischen Präsidialverwaltung | Politik      | 21. März 2014 |
| 24 | Wiktor Petrowitsch Iwanow                        | |              | 21. März 2014 |
| 25 | Wladimir Igorewitsch Koschin                     | |              | 21. März 2014 |
| 26 | Juri Walentinowitsch Kowaltschuk                 | russischer Geschäftsmann | Wirtschaft   | 21. März 2014 |
| 27 | Michail Witaljewitsch Margelow                   | |              | 21. März 2014 |
| 28 | Sergei Jewgenjewitsch Naryschkin                 | Vorsitzender der Staatsduma | Politik      | 21. März 2014 |
| 29 | Wladimir Nikolajewitsch Pligin                   | Vorsitzender des Duma-Ausschusses für Verfassungsrecht | Politik      | 21. März 2014 |
| 30 | Igor Dmitrijewitsch Sergun                       | Direktor des russischen Militärnachrichtendienstes GRU | Geheimdienst | 21. März 2014 |
| 31 | Gennadi Nikolajewitsch Timtschenko               | enger Vertrauter Präsident Putins; Oligarch | Wirtschaft   | 21. März 2014 |
| 32 | Juri Wiktorowitsch Uschakow                      | |              | 21. März 2014 |
| 33 | Wjatscheslaw Wolodin                             | erster stellvertretender Stabschef der Präsidialverwaltung | Politik      | 28. März 2014 |
| 34 | Dmitri Nikolajewitsch Kosak                      | Stellvertretender Ministerpräsident der Russischen Föderation | Politik      | 28. März 2014 |
| 35 | Alexei Puschkow                                  | Vorsitzender des Auswärtigen Ausschusses der Staatsduma | Politik      | 28. März 2014 |
| 36 | Alexander Michailowitsch Babakow                 | Abgeordneter der Staatsduma, Vorsitzender der Kommission der Staatsduma für Rechtsvorschriften für die Entwicklung des militärisch- industriellen Komplexes der Russischen Föderation | Politiker    | 28. März 2014 |
| 37 | Oleg Jewgenjewitsch Belawenzew                   | bevollmächtigter Repräsentant des Präsidenten im Föderationskreis Krim | Politik      | 28. März 2014 |
| 38 | Jewgeni Alexejewitsch Murow                      | |              | 28. März 2014 |
| 39 | Wladimir Wolfowitsch Schirinowski                | Mitglied des Rates der Staatsduma; Vorsitzender der LDPR-Partei | Politiker    | 28. März 2014 |
| 40 | Arkadi Romanowitsch Rotenberg                    | russischer Geschäftsmann | Wirtschaft   | 28. März 2014 |
| 41 | Boris Rotenberg                                  | russischer Geschäftsmann |              | 28. März 2014 |
| 42 | Waleri Wassiljewitsch Gerassimow                 | Generalstabschef der Russischen Streitkräfte | Militär      | 12. Mai 2014  |
| 43 | Igor Wsewolodowitsch Girkin; alias Igor Strelkow | russischer Militärangehöriger | Militär      | 12. Mai 2014  |
| 44 | Sergei Iwanowitsch Menjailo                      | Gouverneur des Föderationssubjektes Sewastopol | Politik      | 12. Mai 2014  |
| 45 | Sergei Iwanowitsch Newerow                       | Stellvertretender Vorsitzender der Staatsduma | Politik      | 12. Mai 2014  |
| 46 | Oleg Genrichowitsch Saweljew                     | Minister für Krim-Angelegenheiten | Politik      | 12. Mai 2014  |
| 47 | Ljudmila Iwanowna Schwezowa                      | Stellvertretende Vorsitzende der Staatsduma | Politik      | 12. Mai 2014  |
| 48 | Wladimir Schamanow                               | Kommandeur der luftgestützten russischen Truppen, Generalleutnant | Militär      | 21. Juni 2014 |
| 49 | Sergei Orestowitsch Beseda                       | Kommandeur der Direktion Fünf des Inlandsgeheimdienstes FSB | Geheimdienst | 6. Aug. 2014  |
| 50 | Alexander Bortnikow                              | ständiges Mitglied des Sicherheitsrates und Direktor des Inlandsgeheimdienstes FSB | Geheimdienst | 6. Aug. 2014  |
| 51 | Michail Wladimirowitsch Degtjarjow               | Mitglied der Staatsduma | Politik      | 6. Aug. 2014  |
| 52 | Michail Fradkow                                  | ständiges Mitglied des Sicherheitsrates und Direktor des Auslandsgeheimdienstes SWR                                                                                                   | Geheimdienst | 6. Aug. 2014  |
| 53 | Boris Gryslow                                    | ständiges Mitglied und Sekretär des Sicherheitsrates | Politik      | 6. Aug. 2014  |
| 54 | Ramsan Kadyrow                                   | Präsident der Republik Tschetschenien | Politik      | 6. Aug. 2014  |
| 55 | Wladimir Georgjewitsch Kulischow                 | |              | 6. Aug. 2014  |
| 56 | Raschid Gumarowitsch Nurgalijew                  | ständiges Mitglied und stellvertretender Sekretär des Sicherheitsrates | Politik      | 6. Aug. 2014  |
| 57 | Nikolai Patruschew                               | ständiges Mitglied und Sekretär des Sicherheitsrates | Politik      | 6. Aug. 2014  |
| 58 | Igor Schchegolew                                 | |              | 6. Aug. 2014  |
| 59 | Alexander Tkatschow                              | Gouverneur der Region Krasnodar | Politik      | 6. Aug. 2014  |
| 60 | Waleri Juriowitsch Trawkin                       | |              | 6. Aug. 2014  |
| 61 | Nikolaj Schamalow                                | russischer Geschäftsmann | Wirtschaft   | 6. Aug. 2014  |
| 62 | Konstantin Malofejew                             | russischer Geschäftsmann | Wirtschaft   | 6. Aug. 2014  |
| 63 | Dmitri Witaljewitsch Bulgakow                    | |              | 16. Sep. 2014 |
| 64 | Juri Eduardowitsch Sadowenko                     | |              | 16. Sep. 2014 |
| 65 | Nikolai Wassiljewitsch Bogdanowski               | |              | 16. Sep. 2014 |
| 66 | Oleg Leonidowitsch Saljukow                      | |              | 16. Sep. 2014 |
| 67 | Leonid Iwanowitsch Kalaschnikow                  | Erster stellvertretender Vorsitzender des Ausschusses der Staatsduma für auswärtige Angelegenheiten                                                                                   | Politiker    | 19. Dez. 2014 |
| 68 | Igor Wladimirowitsch Lebedew                     | Stellvertretender Vorsitzender der Staatsduma | Politiker    | 19. Dez. 2014 |
| 69 | Oleg Wladimirowitsch Lebedew                     | Erster stellvertretender Vorsitzender des Ausschusses der Staatsduma für die Beziehungen zu den GUS-Staaten, Eurasische Integration und Verbindungen zu Landsleuten                   | Politiker    | 19. Dez. 2014 |
| 70 | Nikolai Wladimirowitsch Lewitschew               | Stellvertretender Vorsitzender der Staatsduma | Politiker    | 19. Dez. 2014 |
| 71 | Iwan Iwanowitsch Melnikow                        | Erster stellvertretender Vorsitzender der Staatsduma | Politiker    | 19. Dez. 2014 |
| 72 | Wladimir Stepanowitsch Nikitin                   | Erster stellvertretender Vorsitzender des Ausschusses der Staatsduma für die Beziehungen zu den GUS-Staaten, Eurasische Integration und Verbindungen zu Landsleuten                   | Politiker    | 19. Dez. 2014 |
| 73 | Andrei Nikolajewitsch Rodkin                     | |              | 19. Dez. 2014 |
| 74 | Wladimir Abdualijewitsch Wassiljew               | Stellvertretender Vorsitzender der Staatsduma | Politiker    | 19. Dez. 2014 |
| 75 | Wiktor Petrowitsch Wodolazki                     | Vorsitzender („Ataman“) der Vereinigung der russischen und ausländischen kosakischen Streitkräfte und Abgeordneter der Staatsduma                                                     | Politiker    | 19. Dez. 2014 |
| 76 | Juri Leonidowitsch Worobjow                      | Stellvertretender Vorsitzender des Föderationsrates der Russischen Föderation | Politiker    | 19. Dez. 2014 |
| 77 | Swetlana Sergejewna Schurowa                     | Erste stellvertretende Vorsitzende des Ausschusses der Staatsduma für auswärtige Angelegenheiten.                                                                                     | Politiker    | 19. Dez. 2014 |
| 78 | Anatoli Iwanowitsch Antonow                      | Stellvertretender Verteidigungsminister | Politik      | 17. Feb. 2015 |
| 79 | Sergei Wiktorowitsch Tschemesow                  | enger Vertrauter Präsident Putins | Politiker    | 17. Feb. 2015 |
| 80 | Andrei Walerjewitsch Kartapolow                  | Direktor der Hauptabteilung Operationen und stellvertretender Leiter des Generalstabs der Streitkräfte der Russischen Föderation                                                      | Militär      | 17. Feb. 2015 |
| 81 | Dmitri Konstantinowitsch Kisseljow               | Leiter der Nachrichtenagentur Rossija Sewodnja | Medien       | 17. Feb. 2015 |
| 82 | Iossif Dawydowitsch Kobson                       | Mitglied der Staatsduma | Politik      | 17. Feb. 2015 |
| 83 | Waleri Wladimirowitsch Kulikow                   | Stellvertretender Kommandeur der Schwarzmeerflotte | Militär      | 17. Feb. 2015 |
| 84 | Alexei Wassiljewitsch Naumets                    | Generalmajor der Russischen Armee. Er ist Kommandeur der 76. luftgestützten Division                                                                                                  | Militär      | 17. Feb. 2015 |
| 85 | Alexander Michailowitsch Nossatow                | Stellvertretender Kommandeur der Schwarzmeerflotte | Militär      | 17. Feb. 2015 |
| 86 | Waleri Fjodorowitsch Raschkin                    | Erster stellvertretender Vorsitzender des Ausschusses für ethnische Fragen der Staatsduma                                                                                             | Politik      | 17. Feb. 2015 |
| 87 | Igor Nikolajewitsch Turtschenjuk                 | Stellvertretender Kommandeur des russischen Militärbezirks Süd | Militär      | 17. Feb. 2015 |
| 88 | Alexander Saldostanow                            | |              | 17. Feb. 2015 |

#### Gegen Institutionen (Schedule 1, Part 2)
Vermögenssperren
| #  | Name                                                                                | Funktion | Gruppe     | von           | bis           |
| -- | ----------------------------------------------------------------------------------- | --- | ---------- | ------------- | ------------- |
| 1  | Bank Rossija                                                                        | Bank | Wirtschaft | 21. März 2014 |               |
| 2  | ExpoBank LLC                                                                        | Bank | Wirtschaft | 28. März 2014 | 16. Sep. 2014 |
| 3  | RosEnergoBank                                                                       | Bank | Wirtschaft | 28. März 2014 | 16. Sep. 2014 |
| 4  | Aquanika                                                                            | Hersteller von Mineralwässern                                                                                     | Wirtschaft | 4. Mai 2014   |               |
| 5  | Avia Group LLC                                                                      | Luftfahrtgesellschaft                                                                                             | Wirtschaft | 4. Mai 2014   |               |
| 6  | Avia Group Nord LLC                                                                 | Luftfahrtgesellschaft                                                                                             | Wirtschaft | 4. Mai 2014   |               |
| 7  | CJSC Zest                                                                           | Finanzdienstleister                                                                                               | Wirtschaft | 4. Mai 2014   |               |
| 8  | InvestCapitalBank                                                                   | Bank | Wirtschaft | 4. Mai 2014   |               |
| 9  | JSB Sobinbank                                                                       | Bank | Wirtschaft | 4. Mai 2014   |               |
| 10 | Sachatrans                                                                          | Unternehmen der Mineral- und Erzlogistik                                                                          | Wirtschaft | 4. Mai 2014   |               |
| 11 | SMP Bank                                                                            | Bank | Wirtschaft | 4. Mai 2014   |               |
| 12 | Stroigasmontasch                                                                    | Gaspiplines | Wirtschaft | 4. Mai 2014   |               |
| 13 | Stroytransgaz Group                                                                 | Gaspiplines | Wirtschaft | 4. Mai 2014   |               |
| 14 | Stroytransgaz Holding                                                               | Gaspiplines | Wirtschaft | 4. Mai 2014   |               |
| 15 | Stroytransgaz LLC                                                                   | Gaspiplines | Wirtschaft | 4. Mai 2014   |               |
| 16 | Stroytransgaz OJSC                                                                  | Gaspiplines | Wirtschaft | 4. Mai 2014   |               |
| 17 | Stroytransgaz-M LLC                                                                 | Gaspiplines | Wirtschaft | 4. Mai 2014   |               |
| 18 | Abros                                                                               | Finanzdienstleister                                                                                               | Wirtschaft | 4. Mai 2014   |               |
| 19 | Volga Group                                                                         | Unternehmensgruppe mit den Bereichen Finanzdienstleistungen, Industrie und Bau, Handel und Logistik sowie Energie | Wirtschaft | 4. Mai 2014   |               |
| 20 | Almas-Antei                                                                         | Rüstungskonzern                                                                                                   | Wirtschaft | 24. Juli 2014 |               |
| 21 | NPO Basalt                                                                          | staatlicher Rüstungskonzern                                                                                       | Wirtschaft | 24. Juli 2014 |               |
| 22 | JSC Sozvezdie                                                                       | Hersteller im Bereich elektronische Kriegsführung                                                                 | Wirtschaft | 24. Juli 2014 |               |
| 23 | NPO Maschinostrojenija                                                              | Rüstungs- und Raumfahrtkonzern                                                                                    | Wirtschaft | 24. Juli 2014 |               |
| 24 | Kalaschnikow                                                                        | Rüstungskonzern                                                                                                   | Wirtschaft | 24. Juli 2014 |               |
| 25 | Konstruktionsbüro für Gerätebau                                                     | Rüstungskonzern                                                                                                   | Wirtschaft | 24. Juli 2014 |               |
| 26 | Radio-Electronic Technologies                                                       | Rüstungskonzern                                                                                                   | Wirtschaft | 24. Juli 2014 |               |
| 27 | United Shipbuilding Corporation                                                     | Schiffsbauer, spezialisiert auf die Optimierung zivilen Schiffsbau mittel Militärtechnologie                      | Wirtschaft | 6. Aug. 2014  |               |
| 28 | Dobrolet Airlines                                                                   | Fluggesellschaft                                                                                                  | Wirtschaft | 6. Aug. 2014  |               |
| 29 | Russische Nationale Handelsbank (RNCB)                                              | Bank | Wirtschaft | 6. Aug. 2014  |               |
| 30 | OJSC Dolgoprudny Research Production Enterprise (DNPP)                              | Rüstungskonzern; Boden-Luft-Raketen                                                                               | Wirtschaft | 16. Sep. 2014 |               |
| 31 | JSC Kalinin Machine-Building Plant (MZiK)                                           | gemischter Konzern, Tochter von Almas-Antei; unter anderem Luftabwehrsysteme                                      | Wirtschaft | 16. Sep. 2014 |               |
| 32 | Mitischinskii Machine-Building Plant OAO (MMZ)                                      | | Wirtschaft | 16. Sep. 2014 |               |
| 33 | Institute of Instrument Design (NIIP)                                               | Rüstungsunternehmen, spezialisiert auf Waffenkontrollsysteme für Kampfflugzeuge                                   | Wirtschaft | 16. Sep. 2014 |               |
| 34 | Marine Scientific Research Institute of Radioelectronics “Altair” (MNIIRE “Altair”) | Rüstungsunternehmen, spezialisiert auf marine-genutzte Boden-Luft-Raketen-Systeme                                 | Wirtschaft | 16. Sep. 2014 |               |
| 35 | Bürgerbewegung „Neues Russland“                                                     | Bürgerbewegung | Politik    | 17. Feb. 2015 |               |

#### Gegen Institutionen (Schedule 2)
Bestimmte Warengruppen dürfen nicht mehr mit gelisteten Firmen gehandelt werden + entsprechende Hilfdienstleistungen + Finanzdienstleistungen
| # | Name             | Funktion                                      | Gruppe     | von           |
| - | ---------------- | --------------------------------------------- | ---------- | ------------- |
| 1 | Gazprombank      | Staatsbank                                    | Wirtschaft | 24. Juli 2014 |
| 2 | Wneschekonombank | Außenwirtschaftsbank                          | Wirtschaft | 24. Juli 2014 |
| 3 | VTB              | Staatsbank (Außenhandel)                      | Wirtschaft | 6. Aug. 2014  |
| 4 | Bank of Moscow   | Bank                                          | Wirtschaft | 6. Aug. 2014  |
| 5 | Rosselchosbank   | Staatsbank (Agrarsektor)                      | Wirtschaft | 6. Aug. 2014  |
| 6 | Sberbank         | Staatsbank, größtes russisches Finanzinstitut | Wirtschaft | 16. Sep. 2014 |

#### Gegen Institutionen (Schedule 3)
Bestimmte Warengruppen dürfen nicht mehr mit gelisteten Firmen gehandelt werden + entsprechende Hilfdienstleistungen + Finanzdienstleistungen
| # | Name    | Funktion       | Gruppe     | von           |
| - | ------- | -------------- | ---------- | ------------- |
| 1 | Novatek | Energiekonzern | Wirtschaft | 24. Juli 2014 |
| 2 | Rosneft | Energiekonzern | Wirtschaft | 17. Feb. 2015 |

#### Gegen den Handel (Schedule 4)
Diese Güter dürfen nicht mehr gehandelt werden
| #  | KN-Code                      | Warenbezeichnung |
| -- | ---------------------------- | --- |
| 1  | 7304 11                      | Rohre von der für Öl- oder Gasfernleitungen verwendeten Art (line pipe), nahtlos, aus nicht rostendem Stahl |
| 2  | 7304 19                      | - Rohre von der für Öl- oder Gasfernleitungen verwendeten Art (line pipe), nahtlos, aus Eisen oder Stahl, mit einem äußeren Durchmesser von 168,3 mm oder weniger (ausgenommen Waren aus nicht rostendem Stahl oder aus Gusseisen) - Rohre von der für Öl- oder Gasfernleitungen verwendeten Art (line pipe), nahtlos, aus Eisen oder Stahl, mit einem äußeren Durchmesser von mehr als 168,3 mm bis 406,4 mm (ausgenommen Waren aus nicht rostendem Stahl oder aus Gusseisen) - Rohre von der für Öl- oder Gasfernleitungen verwendeten Art (line pipe), nahtlos, aus Eisen oder Stahl, mit einem äußeren Durchmesser von mehr als 406,4 mm (ausgenommen Waren aus nicht rostendem Stahl oder aus Gusseisen) |
| 3  | 7304 22 und 7304 23          | - Bohrgestänge, nahtlos, aus nicht rostendem Stahl, von der für das Bohren oder Fördern von Öl oder Gas verwendeten Art - Bohrgestänge, nahtlos, von der für das Bohren oder Fördern von Öl oder Gas verwendeten Art, aus Eisen oder Stahl (ausgenommen Waren aus nicht rostendem Stahl oder aus Gusseisen) |
| 4  | 7304 29                      | - Futterrohre und Steigrohre, von der für das Bohren oder Fördern von Öl oder Gas verwendeten Art, aus Eisen oder Stahl, mit einem äußeren Durchmesser von 168,3 mm oder weniger (ausgenommen Waren aus Gusseisen) - Futterrohre und Steigrohre, von der für das Bohren oder Fördern von Öl oder Gas verwendeten Art, aus Eisen oder Stahl, mit einem äußeren Durchmesser von mehr als 168,3 mm bis 406,4 mm (ausgenommen Waren aus Gusseisen) - Futterrohre und Steigrohre, von der für das Bohren oder Fördern von Öl oder Gas verwendeten Art, aus Eisen oder Stahl, mit einem äußeren Durchmesser von mehr als 406,4 mm (ausgenommen Waren aus Gusseisen) |
| 5  | 7305 11, 7305 12 und 7305 19 | - Rohre von der für Öl- oder Gasfernleitungen verwendeten Art (line pipe), mit kreisförmigem Querschnitt und einem äußeren Durchmesser von mehr als 406,4 mm, aus Eisen oder Stahl, mit verdecktem Lichtbogen längsnahtgeschweißt - Rohre von der für Öl- oder Gasfernleitungen verwendeten Art (line pipe), mit kreisförmigem Querschnitt und einem äußeren Durchmesser von mehr als 406,4 mm, aus Eisen oder Stahl, mit Lichtbogen längsnahtgeschweißt (ausgenommen mit verdecktem Lichtbogen längsnahtgeschweißte Erzeugnisse) - Rohre von der für Öl- oder Gasfernleitungen verwendeten Art (line pipe), mit kreisförmigem Querschnitt und einem äußeren Durchmesser von mehr als 406,4 mm, aus flachgewalzten Erzeugnissen aus Eisen oder Stahl (ausgenommen mit Lichtbogen längsnahtgeschweißte Erzeugnisse) |
| 6  | 7305 20                      | Futterrohre von der für das Fördern von Öl oder Gas verwendeten Art (casing), mit kreisförmigem Querschnitt und einem äußeren Durchmesser von mehr als 406,4 mm, aus flachgewalzten Erzeugnissen aus Eisen oder Stahl |
| 7  | 7306 11 und 7306 19          | - Rohre von der für Öl- oder Gasfernleitungen verwendeten Art (line pipe), geschweißt, aus flachgewalzten Erzeugnissen aus nicht rostendem Stahl, mit einem äußeren Durchmesser von 406,4 mm oder weniger - Rohre von der für Öl- oder Gasfernleitungen verwendeten Art (line pipe), geschweißt, aus flachgewalzten Erzeugnissen aus Eisen oder Stahl, mit einem äußeren Durchmesser von 406,4 mm oder weniger (ausgenommen Waren aus nicht rostendem Stahl oder aus Gusseisen) |
| 8  | 7306 21 und 7306 29          | - Futterrohre und Steigrohre von der für das Fördern von Öl oder Gas verwendeten Art (casing und tubing), geschweißt, aus flachgewalzten Erzeugnissen aus nicht rostendem Stahl, mit einem äußeren Durchmesser von 406,4 mm oder weniger - Futterrohre und Steigrohre von der für das Fördern von Öl oder Gas verwendeten Art (casing und tubing), geschweißt, aus flachgewalzten Erzeugnissen aus Eisen oder Stahl, mit einem äußeren Durchmesser von 406,4 mm oder weniger (ausgenommen Waren aus nicht rostendem Stahl oder aus Gusseisen) |
| 9  | 8207 13 und 8207 19          | - Erd-, Gesteins- oder Tiefbohrwerkzeuge, auswechselbar, mit arbeitenden Teilen aus gesinterten Metallcarbiden oder Cermets - Erd-, Gesteins- oder Tiefbohrwerkzeuge, auswechselbar, mit arbeitenden Teilen aus Diamant oder agglomeriertem Diamant |
| 10 | 8413 50                      | Oszillierende Verdrängerpumpen für Flüssigkeiten, mit Motorantrieb und mit einer maximalen Förderleistung von mehr als 18 m 3/h und einem Höchstreglerdruck von mehr als 40 bar, besonders konstruiert zum Einpumpen von Bohrschlämmen und/oder Zement in Erdölbohrlöcher. |
| 11 | 8413 60                      | Rotierende Verdrängerpumpen für Flüssigkeiten, mit Motorantrieb und mit einer maximalen Förderleistung von mehr als 18 m 3/h und einem Höchstreglerdruck von mehr als 40 bar, besonders konstruiert zum Einpumpen von Bohrschlämmen und/oder Zement in Erdölbohrlöcher. |
| 12 | 8413 82 und 8413 92          | - Hebewerke für Flüssigkeiten (ausgenommen Pumpen) - Teile von Hebewerken für Flüssigkeiten, a. n. g. |
| 13 | 8430 49                      | Bohrmaschinen und Tiefbohrgeräte zum Bohren des Bodens oder zum Abbauen von Mineralien oder Erzen, nicht selbstfahrend und nicht hydraulisch (ausgenommen Tunnelbohrmaschinen und andere Streckenvortriebsmaschinen sowie von Hand zu führende Werkzeuge) |
| 14 | 8431 39                      | Teile, erkennbar ausschließlich oder hauptsächlich für auf Ölfeldern eingesetzte Maschinen, Apparate und Geräte der Position 8428 bestimmt |
| 15 | 8431                         | - Teile, erkennbar ausschließlich oder hauptsächlich für auf Ölfeldern eingesetzte Maschinen, Apparate und Geräte der Position 8428 bestimmt - Teile, erkennbar ausschließlich oder hauptsächlich für auf Ölfeldern eingesetzte Maschinen, Apparate und Geräte der Unterposition 8430 41 oder 8430 49 bestimmt - Teile, erkennbar ausschließlich oder hauptsächlich für auf Ölfeldern eingesetzte Maschinen, Apparate und Geräte der Positionen 8426, 8429 und 8430 bestimmt |
| 16 | 8431 43                      | Teile, erkennbar ausschließlich oder hauptsächlich für auf Ölfeldern eingesetzte Maschinen, Apparate und Geräte der Unterposition 8430 41 oder 8430 49 bestimmt |
| 17 | 8705 20                      | Kraftfahrzeuge mit Bohrturm zum Tiefbohren |
| 18 | 8905 20                      | Schwimmende oder tauchende Bohr- oder Förderplattformen |
| 19 | 8905 90                      | Feuerschiffe, Feuerlöschschiffe, Schwimmkrane und andere Wasserfahrzeuge, bei denen das Fahren im Vergleich zu ihrer Hauptfunktion von untergeordneter Bedeutung ist, für die Seeschifffahrt (ausgenommen Schwimmbagger, schwimmende oder tauchende Bohr- oder Förderplattformen; Fischereifahrzeuge und Kriegsschiffe) |

### Gegen die Ukraine
Hier sollte erläutert werden, dass Kanada (anders als die EU) eine Verordnung für alle Sanktionen gegen Ukraine hat.

#### Gegen Personen (Schedule 1, Part 1)
Vermögenssperre und Reisebeschränkung
| #  | Name                                                  | Funktion | Gruppe       | von           |
| -- | ----------------------------------------------------- | --- | ------------ | ------------- |
| 1  | Sergei Walerjewitsch Aksjonow                         | Premierminister der Krim | Politik      | 17. März 2014 |
| 2  | Wolodymyr Konstantynow                                | Vorsitzender des Obersten Rats der Krim | Politik      | 17. März 2014 |
| 3  | Wiktor Medwedtschuk                                   | |              | 17. März 2014 |
| 4  | Rustam Ilmirowitsch Temirgalijew                      | Stellvertretender Ministerpräsident der Krim | Politik      | 19. März 2014 |
| 5  | Denys Beresowskyj                                     | ehemaliger Kommandeur der ukrainischen Marine | Militär      | 19. März 2014 |
| 6  | Alexei Michailowitsch Tschaly                         | Bürgermeister von Sewastopol | Politik      | 19. März 2014 |
| 7  | Pjotr Anatoljewitsch Sima                             | Leiter des Sicherheitsdienstes der Krim (SBU) | Geheimdienst | 19. März 2014 |
| 8  | Juri Gennadjewitsch Scherebzow                        | Berater des Vorsitzenden des Obersten Rats der Krim, einer der führenden Organisatoren des Referendums                                                      | Politik      | 19. März 2014 |
| 9  | Sergei Pawlowitsch Zekow                              | Stellvertretender Vorsitzender des Obersten Rats der Krim                                                                                                   | Politik      | 19. März 2014 |
| 10 | Michail Grigorjewitsch Malyschew                      | Vorsitzender der Wahlkommission für das Referendum über den zukünftigen Status der Krim                                                                     | Politik      | 12. Apr. 2014 |
| 11 | Waleri Kirillowitsch Medwedew                         | Vorsitzender der Wahlkommission für das Referendum über den zukünftigen Status der Stadt Sewastopol                                                         | Politik      | 12. Apr. 2014 |
| 12 | Olga Fjodorowna Kowitidi                              | Mitglied des Russischen Föderationsrats für die Autonome Republik Krim                                                                                      | Politik      | 12. Mai 2014  |
| 13 | German Prokopjow                                      | Anführer der „Lugansker Garde“ | Militär      | 12. Mai 2014  |
| 14 | Waleri Dmitrijewitsch Bolotow                         | Anführer der Separatistengruppe „Armee des Südostens“ | Militär      | 12. Mai 2014  |
| 15 | Andrij Purgin                                         | Separatistenführer in der Volksrepublik Donezk | Politik      | 12. Mai 2014  |
| 16 | Denis Puschilin                                       | Sprecher der Separatisten in der Volksrepublik Donezk | Politik      | 12. Mai 2014  |
| 17 | Sergei Gennadjewitsch Zyplakow                        | Anführer der Volksmiliz des Donezkbeckens | Militär      | 12. Mai 2014  |
| 18 | Petr Jarosch                                          | Leiter des Amtes des föderalen Migrationsdienstes für die Krim                                                                                              | Politik      | 21. Juni 2014 |
| 19 | Oleg Grigorjewitsch Kosjura                           | Leiter des Amtes des föderalen Migrationsdienstes für Sewastopol                                                                                            | Politik      | 21. Juni 2014 |
| 20 | Wjatscheslaw Ponomarjow                               | selbsternannter Bürgermeister von Slowjansk | Politik      | 21. Juni 2014 |
| 21 | Igor Nikolajewitsch Besler                            | Anführer einer Miliz von Horliwka | Militär      | 21. Juni 2014 |
| 22 | Igor Kakidzjanow                                      | ehemaliger Oberbefehlshaber der Volksarmee in der Volksrepublik Donezk                                                                                      | Militär      | 21. Juni 2014 |
| 23 | Oleh Zarjow                                           | selbsternannter Parlamentsvorsitzender der Union der Volksrepubliken Donezk und Lugansk                                                                     | Politik      | 21. Juni 2014 |
| 24 | Roman Ljagin                                          | Leiter der zentralen Wahlkommission der Volksrepublik Donezk                                                                                                | Politik      | 21. Juni 2014 |
| 25 | Aleksandr Malygin                                     | Leiter der zentralen Wahlkommission der Volksrepublik Lugansk                                                                                               | Politik      | 21. Juni 2014 |
| 26 | Natalja Poklonskaja                                   | Generalstaatsanwältin der Republik Krim | Politik      | 21. Juni 2014 |
| 27 | Igor Schewtschenko                                    | Staatsanwalt von Sewastopol | Politik      | 21. Juni 2014 |
| 28 | Viktor Jurijowitsch Anosow                            | |              | 11. Juli 2014 |
| 29 | Wjatscheslaw Anatoljewitsch Apraximow                 | |              | 11. Juli 2014 |
| 30 | Fjodor Dmitrijewitsch Beresin                         | stellvertretender Verteidigungsminister der Volksrepublik Donezk                                                                                            | Politik      | 11. Juli 2014 |
| 31 | Ruslan Junirowitsch Ilkajew                           | |              | 11. Juli 2014 |
| 32 | Waleri Wladimirowitsch Kaurow                         | selbsternannter Präsident der Republik Neurussland | Politik      | 11. Juli 2014 |
| 33 | Alexander Chodakowski                                 | Sicherheitsminister der Volksrepublik Donezk | Politik      | 11. Juli 2014 |
| 34 | Nikolai Kozitsin                                      | Kommandeur der Kosaken-Armee | Militär      | 11. Juli 2014 |
| 35 | Olexi Mozgowi                                         | Einer der Anführer der bewaffneten Gruppen in der Ostukraine                                                                                                | Militär      | 11. Juli 2014 |
| 36 | Waleri Kostjantinowitsch Musijenko                    | |              | 11. Juli 2014 |
| 37 | Wiacheslaw Mikolajowitsch Petrow                      | |              | 11. Juli 2014 |
| 38 | Igor Wenediktowitsch Plotnizki                        | Verteidigungsminister der Volksrepublik Lugansk | Politik      | 11. Juli 2014 |
| 39 | Juri Oleksandrowitsch Protsenko                       | |              | 11. Juli 2014 |
| 40 | Oleg Anatoljewitsch Wassin                            | |              | 11. Juli 2014 |
| 41 | Sergei Anatoljewitsch Sdriljuk                        | hochrangiger Helfer von Igor Girkin / Strelkow | 0            | 11. Juli 2014 |
| 42 | Wladimir Jurjewitsch Antjufejew                       | |              | 24. Juli 2014 |
| 43 | Marat Baschirow                                       | Premierminister des Ministerrates der Volksrepublik Lugansk                                                                                                 | Politik      | 24. Juli 2014 |
| 44 | Alexander Jurjewitsch Borodai                         | Premierminister der Volksrepublik Donezk | Politik      | 24. Juli 2014 |
| 45 | Juri Iwakin                                           | Innenminister der Volksrepublik Lugansk | Politik      | 24. Juli 2014 |
| 46 | Alexander Alexandrowitsch Kaljusski                   | De-facto-Stellvertreter des Premierministers der Volksrepublik Donezk, zuständig für soziale Angelegenheiten                                                | Politik      | 24. Juli 2014 |
| 47 | Alexej Karjakin                                       | Vorsitzender des Obersten Rates der Volksrepublik Lugansk                                                                                                   | Politik      | 24. Juli 2014 |
| 48 | Alexander Chriakow                                    | Minister für Information und Massenkommunikation der Volksrepublik Donezk                                                                                   | Politik      | 24. Juli 2014 |
| 49 | Wasil Nikitin                                         | Vizepremierminister des Ministerrates der Volksrepublik Lugansk (war zuvor Premierminister der Volksrepublik Lugansk und Sprecher der Armee des Südostens). | Politik      | 24. Juli 2014 |
| 50 | Pawel Gubarew                                         | Anführer der „Volkswehr des Donbass“, Vorsitzender der Partei „Neurussland“                                                                                 | Politik      | 6. Aug. 2014  |
| 51 | Ekaterina Gubarewa                                    | Ministerin für Auswärtige Angelegenheiten der „Volksrepublik Donezk“                                                                                        | Politik      | 6. Aug. 2014  |
| 52 | Oksana Tschigrina                                     | Sprecherin der Regierung der Volksrepublik Lugansk | Politik      | 6. Aug. 2014  |
| 53 | Boris Alexejewitsch Litwinow                          | Vorsitzender des Obersten Rates der Volksrepublik Donezk | Politik      | 6. Aug. 2014  |
| 54 | Sergei Wadimowitsch Abisow                            | Innenminister der Krim | Politik      | 6. Aug. 2014  |
| 55 | Oleg Bereza                                           | Innenminister der Volksrepublik Donezk | Politiker    | 19. Dez. 2014 |
| 56 | Alexander Akimowitsch Karaman                         | Stellvertretender Premierminister für Soziales der Volksrepublik Donezk                                                                                     | Politiker    | 6. Aug. 2014  |
| 57 | Wladimir Kononow; alias Zar                           | seit dem 14. August Verteidigungsminister der Volksrepublik Donezk                                                                                          | Politiker    | 6. Aug. 2014  |
| 58 | Georgi Lwowitsch Muradow                              | Stellvertretender Premierminister der Krim und generalbevollmächtigter Vertreter der Krim bei Präsident Putin                                               | Politiker    | 6. Aug. 2014  |
| 59 | Andrei Jurjewitsch Pintschuk                          | Minister für Staatssicherheit der Volksrepublik Donezk | Politiker    | 6. Aug. 2014  |
| 60 | Miroslaw Wladimirowitsch Rudenko                      | Befehlshaber der Volksmiliz des Donezkbeckens | Politiker    | 6. Aug. 2014  |
| 61 | Michail Sergejewitsch Sheremet                        | Erster stellvertretender Premierminister der Krim | Politiker    | 6. Aug. 2014  |
| 62 | Gennadi Nikolaiowitsch Tsipkalow                      | neuer Premierminister der Volksrepublik Lugansk | Politiker    | 6. Aug. 2014  |
| 63 | Alexander Sachartschenko                              | seit dem 7. August 2014 Premierminister der Volksrepublik Donezk                                                                                            | Politiker    | 6. Aug. 2014  |
| 64 | Larissa Airapetjan                                    | Gesundheitsministerin der Volksrepublik Lugansk | Politik      | 17. Feb. 2015 |
| 65 | Eduard Bassurin                                       | Stellvertretender Befehlshaber des Verteidigungsministeriums der Volksrepublik Donezk                                                                       | Militär      | 17. Feb. 2015 |
| 66 | Olga Besedina                                         | Ministerin für wirtschaftliche Entwicklung und Handel der Volksrepublik Lugansk                                                                             | Politik      | 17. Feb. 2015 |
| 67 | Oleg Bugrow                                           | Verteidigungsminister der Volksrepublik Lugansk | Politik      | 17. Feb. 2015 |
| 68 | Wladislaw Nikolajewitsch Dejnego                      | Stellvertretender Leiter des Volksrats der Volksrepublik Lugansk                                                                                            | Politik      | 17. Feb. 2015 |
| 69 | Pavel Dremow; alias Batia                             | Befehlshaber des Ersten Kosakenregiments | Militär      | 17. Feb. 2015 |
| 70 | Ekaterina Wladimirowna Filippowa                      | Justizministerin der Volksrepublik Donezk | Politik      | 17. Feb. 2015 |
| 71 | Sergej Ignatow                                        | Oberbefehlshaber der Volksmiliz der Volksrepublik Lugansk                                                                                                   | Militär      | 17. Feb. 2015 |
| 72 | Zaur Ismailow                                         | Amtierender Generalstaatsanwalt der Volksrepublik Lugansk                                                                                                   | Politik      | 17. Feb. 2015 |
| 73 | Rawil Chalikow                                        | Erster stellvertretender Premierminister und vormaliger Generalstaatsanwalt der Volksrepublik Donezk                                                        | Politik      | 17. Feb. 2015 |
| 74 | Igor Wladimirowitsch Kostenok                         | Minister für Bildung der Volksrepublik Donezk | Politik      | 17. Feb. 2015 |
| 75 | Sergei Kosjakow                                       | Leiter der zentralen Wahlkommission von Lugansk | Politik      | 17. Feb. 2015 |
| 76 | Lesia Laptewa                                         | Ministerin für Bildung, Wissenschaft, Kultur und Religion der Volksrepublik Lugansk                                                                         | Politik      | 17. Feb. 2015 |
| 77 | Sergei Anatoljewitsch Litwin                          | Stellvertretender Vorsitzender des Ministerrats der Volksrepublik Lugansk                                                                                   | Politik      | 17. Feb. 2015 |
| 78 | Jewgeni Wladimirowitsch Manuilow                      | Haushaltsminister der Volksrepublik Lugansk | Politik      | 17. Feb. 2015 |
| 79 | Jewgeni Eduardowitsch Michailow                       | Leiter der Verwaltung von Regierungsangelegenheiten der Volksrepublik Donezk                                                                                | Politik      | 17. Feb. 2015 |
| 80 | Alexei Jurjewitsch Miltschakow; alias Fritz der Serbe | Befehlshaber der Gruppe Russitsch | Militär      | 17. Feb. 2015 |
| 81 | Dmitri Nekljudow                                      | |              | 17. Feb. 2015 |
| 82 | Jewgeni Wjatscheslawowitsch Orlow                     | Mitglied des Nationalrats der Volksrepublik Donezk | Politik      | 17. Feb. 2015 |
| 83 | Arsen Sergejewitsch Pawlow                            | (alias Motorola); Befehlshaber des Sparta-Bataillons | Militär      | 17. Feb. 2015 |
| 84 | Dimitri Semjonow                                      | Stellvertretender Premierminister für Finanzen der Volksrepublik Lugansk                                                                                    | Politik      | 17. Feb. 2015 |
| 85 | Alexander Schubin                                     | Justizminister der unrechtmäßigen Volksrepublik Lugansk | Politik      | 17. Feb. 2015 |
| 86 | Jurij Siwokonenko                                     | Mitglied des Parlaments der Volksrepublik Donezk und Angehöriger der Union der Berkut-Veteranen im Donezk-Becken                                            | Politik      | 17. Feb. 2015 |
| 87 | Alexander Timofeew                                    | Haushaltsminister der Volksrepublik Donezk | Politik      | 17. Feb. 2015 |
| 88 | Michail Tolstych                                      | (alias Givi); Befehlshaber des „Somali“-Bataillons | Militär      | 17. Feb. 2015 |
| 89 | Viktor Jatsenko                                       | Minister für Kommunikation der Volksrepublik Donezk | Politik      | 17. Feb. 2015 |

#### Gegen Institutionen (Schedule 1, Part 2)
Vermögenssperren
| #  | Name                                                            | Funktion                                                                               | Gruppe      | von           |
| -- | --------------------------------------------------------------- | -------------------------------------------------------------------------------------- | ----------- | ------------- |
| 1  | Chernomorneftegaz                                               | ukrainischer Gaslieferant mit Lizenzen für Bohrungen im Schwarzen Meer                 | Wirtschaft  | 12. Apr. 2014 |
| 2  | Fedosia                                                         | ukrainische Firma, der unter anderem ein wichtiges Ölterminal am Schwarzen Meer gehört | Wirtschaft  | 21. Juni 2014 |
| 3  | Volksrepublik Lugansk                                           | im April 2014 proklamierte Republik ohne internationale Anerkennung                    | Institution | 24. Juli 2014 |
| 4  | Volksrepublik Donezk                                            | im April 2014 proklamierte Republik ohne internationale Anerkennung                    | Institution | 24. Juli 2014 |
| 5  | Föderativer Staat Neurussland                                   | Union bestehend aus den Volksrepubliken Lugansk und Donezk                             | Institution | 6. Aug. 2014  |
| 6  | Große Don-Armee                                                 | Internationale Union öffentlicher Vereinigungen                                        | Institution | 6. Aug. 2014  |
| 7  | Sobol                                                           | radikale paramilitärische Organisation                                                 | Militär     | 6. Aug. 2014  |
| 8  | Lugansker Garde                                                 | Selbstverteidigungsmiliz von Lugansk                                                   | Militär     | 6. Aug. 2014  |
| 9  | Armee des Südostens                                             | Illegale bewaffnete Separatistengruppe                                                 | Militär     | 6. Aug. 2014  |
| 10 | Volksmiliz des Donezbeckens                                     | Illegale bewaffnete Separatistengruppe                                                 | Militär     | 6. Aug. 2014  |
| 11 | Bataillon Wostok                                                | Illegale bewaffnete Separatistengruppe                                                 | Militär     | 6. Aug. 2014  |
| 12 | Fährunternehmen Kertsch                                         | von Behörden der Krim konfisziertes Unternehmen                                        | Wirtschaft  | 6. Aug. 2014  |
| 13 | Seehandelshafen Sewastopol                                      | von Behörden der Krim konfisziertes Unternehmen                                        | Wirtschaft  | 6. Aug. 2014  |
| 14 | Seehandelshafen Kertsch                                         | von Behörden der Krim konfisziertes Unternehmen                                        | Wirtschaft  | 6. Aug. 2014  |
| 15 | Universal-Avia                                                  | von Behörden der Krim konfisziertes Unternehmen                                        | Wirtschaft  | 6. Aug. 2014  |
| 16 | Kurort „Nizhnyaya Oreanda“                                      | von Behörden der Krim konfisziertes Unternehmen                                        | Wirtschaft  | 6. Aug. 2014  |
| 17 | Brennerei Azov                                                  | von Behörden der Krim konfisziertes Unternehmen                                        | Wirtschaft  | 6. Aug. 2014  |
| 18 | Staatlicher Konzern „Nationale Erzeugervereinigung ‚Massandra‘“ | von Behörden der Krim konfisziertes Unternehmen                                        | Wirtschaft  | 6. Aug. 2014  |
| 19 | Staatliches Unternehmen Magarach des nationalen Weininstituts   | von Behörden der Krim konfisziertes Unternehmen                                        | Wirtschaft  | 6. Aug. 2014  |
| 20 | Staatliches Unternehmen „Schaumweinhersteller Novy Svet“        | von Behörden der Krim konfisziertes Unternehmen                                        | Wirtschaft  | 6. Aug. 2014  |
| 21 | Kosakische Nationalgarde                                        | bewaffnete Separatistengruppe                                                          | Militär     | 17. Feb. 2015 |
| 22 | Republik Donezk                                                 | Öffentliche Organisation                                                               | Politik     | 17. Feb. 2015 |
| 23 | Freies Donbass                                                  | Öffentliche Organisation                                                               | Politik     | 17. Feb. 2015 |
| 24 | Kalmius-Bataillon                                               | bewaffnete Separatistengruppe                                                          | Militär     | 17. Feb. 2015 |
| 25 | Wirtschaftsunion Lugansk                                        | Öffentliche Organisation                                                               | Politik     | 17. Feb. 2015 |
| 26 | Oplot-Bataillon                                                 | bewaffnete Separatistengruppe                                                          | Militär     | 17. Feb. 2015 |
| 27 | Frieden für die Region Lugansk                                  | Öffentliche Organisation                                                               | Politik     | 17. Feb. 2015 |
| 28 | Volksunion (Narodny Soyuz)                                      | Öffentliche Organisation                                                               | Politik     | 17. Feb. 2015 |
| 29 | Prizrak-Brigade                                                 | bewaffnete Separatistengruppe                                                          | Militär     | 17. Feb. 2015 |
| 30 | Profaktor, TOV                                                  | Unternehmen im Bereich Rechnungswesen, Wirtschaftsprüfung and Buchhaltung              | Wirtschaft  | 17. Feb. 2015 |
| 31 | Todesbataillon; aka Smert                                       | bewaffnete Separatistengruppe                                                          | Militär     | 17. Feb. 2015 |
| 32 | Somali-Bataillon                                                | bewaffnete Separatistengruppe                                                          | Militär     | 17. Feb. 2015 |
| 33 | Sparta-Bataillon                                                | bewaffnete Separatistengruppe                                                          | Militär     | 17. Feb. 2015 |
| 34 | Jugo-Wostok-Bewegung                                            | Gruppe pro-russischer Aktivisten                                                       | Politik     | 17. Feb. 2015 |
| 35 | Zarya-Bataillon                                                 | bewaffnete Separatistengruppe                                                          | Militär     | 17. Feb. 2015 |

## Durch Russland
| Name                     | Funktion | Gruppe  | Herkunft                 | Art   | von           |
| ------------------------ | --- | ------- | ------------------------ | ----- | ------------- |
| Caroline Atkinson        | Stellvertretende Beraterin des US-Präsidenten für nationale Sicherheit                                                                    | Politik | Vereinigte Staaten       | e (e) | 20. März 2014 |
| Daniel Pfeiffer          | Berater des US-Präsidenten für Strategie und Kommunikation                                                                                | Politik | Vereinigte Staaten       | e     | 20. März 2014 |
| Benjamin Rhodes          | Stellvertretender Berater des US-Präsidenten für Strategie und Kommunikation                                                              | Politik | Vereinigte Staaten       | e     | 20. März 2014 |
| Harry Reid               | Berater des US-Präsidenten | Politik | Vereinigte Staaten       | e     | 20. März 2014 |
| John Boehner             | Sprecher des Repräsentantenhauses der Vereinigten Staaten                                                                                 | Politik | Vereinigte Staaten       | e     | 20. März 2014 |
| Bob Menendez             | Vorsitzender des Senatsausschusses für Außenpolitik                                                                                       | Politik | Vereinigte Staaten       | e     | 20. März 2014 |
| Mary Landrieu            | US-Senatorin der Demokratischen Partei | Politik | Vereinigte Staaten       | e     | 20. März 2014 |
| John McCain              | US-Senator der Republikanischen Partei | Politik | Vereinigte Staaten       | e     | 20. März 2014 |
| Dan Coats                | US-Senator der Republikanischen Partei | Politik | Vereinigte Staaten       | e     | 20. März 2014 |
| Christine Hogan          | Beraterin des Premierministers für Außen- und Verteidigungspolitik                                                                        | Politik | Kanada                   | e     | 24. März 2014 |
| Wayne Wouters            | Generalsekretär des Privy Council und Kabinettssekretär                                                                                   | Politik | Kanada                   | e     | 24. März 2014 |
| Jean-François Tremblay   | Stellvertretender Kabinettssekretär | Politik | Kanada                   | e     | 24. März 2014 |
| Andrew Scheer            | Speaker des House of Commons | Politik | Kanada                   | e     | 24. März 2014 |
| Peter Van Loan           | Fraktionsführer der Konservativen Partei im House of Commons                                                                              | Politik | Kanada                   | e     | 24. März 2014 |
| Raynell Andreychuk       | Vorsitzende des Komitees für auswärtige Angelegenheiten und internationalen Handel im Senat                                               | Politik | Kanada                   | e     | 24. März 2014 |
| Dean Allison             | Vorsitzender des Komitees für auswärtige Angelegenheiten und internationalen Handel im House of Commons                                   | Politik | Kanada                   | e     | 24. März 2014 |
| Paul Dewar               | Stellvertretender Vorsitzender des Komitees für auswärtige Angelegenheiten und internationalen Handel im House of Commons                 | Politik | Kanada                   | e     | 24. März 2014 |
| Irwin Cotler             | Stellvertretender Vorsitzender des Subkomitees für internationale Menschenrechte im House of Commons                                      | Politik | Kanada                   | e     | 24. März 2014 |
| Ted Opitz                | Abgeordneter im House of Commons von der Konservativen Partei                                                                             | Politik | Kanada                   | e     | 24. März 2014 |
| Chrystia Freeland        | Abgeordnete im House of Commons von der Liberalen Partei                                                                                  | Politik | Kanada                   | e     | 24. März 2014 |
| James Bezan              | Abgeordneter im House of Commons von der Konservativen Partei                                                                             | Politik | Kanada                   | e     | 24. März 2014 |
| Paul Grod                | Präsident des Ukrainian Canadian Congress                                                                                                 | Politik | Kanada                   | e     | 24. März 2014 |
| Rebecca Harms            | MdEP, Fraktionsvorsitzende der Grünen (EP), Ausschuss für parlamentarische Kooperation EU-Ukraine                                         | Politik | Deutschland              | e     | 26. Sep. 2014 |
| Karl-Georg Wellmann      | MdB (CDU), Mitglied des Auswärtigen Ausschusses; Agentur für die Modernisierung der Ukraine (AMU), Wien, Vorsitzender (bis 29. März 2015) | Politik | Deutschland              | e     | 25. Mai 2015  |
| Solvita Āboltiņa         | Sprecherin der Saeima (das Parlament der Republik Lettland), Vorsitzende der Partei „Einigkeit“                                           | Politik | Lettland                 | e     | 27. Mai 2015  |
| Lena Adelsohn Liljeroth  | schwedische Politikerin (Moderata samlingspartiet)                                                                                        | Politik | Schweden                 | e     | 27. Mai 2015  |
| Bogdan Borusewicz        | Vorsitzender (Marschall) des polnischen Senats, Mitglied des Rats für nationale Sicherheit                                                | Politik | Polen                    | e     | 27. Mai 2015  |
| Daniel Cohn-Bendit       | bis 2014 MdEP (Grüne und Europe Écologie-Les Verts)                                                                                       | Politik | Deutschland / Frankreich | e     | 27. Mai 2015  |
| Anna Maria Corazza Bildt | seit 2009 MdEP (EVP-Fraktion), Mitglied im Ausschuss für Binnenmarkt und Verbraucherschutz                                                | Politik | Schweden / Italien       | e     | 27. Mai 2015  |

Am 22. Mai 2018 verabschiedete die russische Duma ein Gesetz, das der Regierung ermöglicht, Einfuhrverbote zu beschließen. Vorerst vorhandene konkrete Vorschläge wurden jedoch gestrichen. Matwej Ganapolski schrieb zum Dilemma der russischen Gegensanktionen, dass es Russland gar nicht möglich wäre, den Westen sinnvoll zu sanktionieren; der Westen brauche nichts, während sogar die überaus russische Krim-Brücke ja mit Hilfe der Niederländer und keineswegs mit ausschließlich russischem Material gebaut worden sei. Darum hätte Russland ein Sanktionsgesetz verabschiedet aber „nichts verboten“. Nur rein medial aber könne sogar dies als Sieg über den Feind ausgegeben werden. Darauf folgte der Versuch der Duma, das Ablehnen „gewöhnlicher Geschäftstransaktionen“ zu verbieten. So könnten Siemens-Manager für das Beenden eines Joint-Ventures bestraft werden, nachdem ihre Produkte auf der Krim auftauchten. Für eine Firma würde es derart unmöglich, auf dem amerikanischen und russischen Markt gleichzeitig aktiv zu sein. Auch diese Idee hätte desaströs für Russland werden können und wurde auf Eis gelegt.

## Verstöße und Ausnahmen
Im März 2015 bestellte Technopromexport, eine Tochterfirma des russischen Staatskonzerns Rostec, vier Kraftwerksturbinen von Siemens. Laut Vertrag waren sie für ein neues Elektrizitätswerk im südrussischen Taman vorgesehen. Internationale Medien berichteten hingegen, die Turbinen seien tatsächlich für die von Russland annektierte Krim bestimmt und Siemens wolle sie trotz EU-Sanktionen an ihre eigentlichen Bestimmungsorte in Sewastopol und Simferopol liefern. Die EU, die Vereinigten Staaten und andere Länder haben 2014 Wirtschaftsgeschäfte mit und auf der annektierten Krim verboten. Am vertraglich vereinbarten Bestimmungsort Taman wurde der Bau des Gaskraftwerks 2016 abgesagt, während auf der Krim der Bau der Elektrizitätswerke voranging. Trotz dieser Entwicklungen versicherte Siemens 2016, dass die Turbinen in Taman und nicht auf der Krim zum Einsatz kommen werden. Im Juli 2017 bestätigte Siemens Medienberichte, dass mindestens zwei der vier angefertigten Gasturbinen auf die Krim transportiert wurden, die Lieferung sei jedoch „gegen den Willen“ des Konzerns geschehen wie das Unternehmen mitteilte. Später wurde bekannt, dass die restlichen zwei Turbinen auch auf die Halbinsel verschifft wurden. Siemens sieht sich von seinen Geschäftspartnern hintergangen, da die Verträge eine Lieferung an die Krim untersagt hätten. Außerdem habe der russische Präsident dem damaligen Wirtschaftsminister Sigmar Gabriel persönlich zugesagt, die Turbinen nicht auf die Krim zu bringen. An der „kriminellen Handlung“ des Weitertransports auf die Krim sei das Unternehmen nicht beteiligt gewesen. Auf Grundlage des ersten Transports reichte Siemens vor einem Moskauer Gericht Anzeige gegen zwei Rostec-Tochterunternehmen ein und fordert von der Montagefirma Interautomatika, an der Siemens bis dahin zu 46 % beteiligt war, Aufträge auf der Krim sofort zu stoppen. Die Bundesregierung rügte den Konzern. „Es liegt in der Verantwortung des Unternehmens, dass Exportgesetze und Sanktionen eingehalten werden“, sagte eine Sprecherin des Wirtschaftsministeriums. Über mögliche Konsequenzen eines solchen „gänzlich inakzeptablen“ Vorganges werde derzeit beraten, sagte Regierungssprecher Steffen Seibert. Die EU-Kommission unterstützt vorerst den Vorschlag Deutschlands, die Russland-Sanktionen zu verschärfen und zusätzliche Personen und Unternehmen in die Sanktionsliste aufzunehmen.
Im Mai 2016 reiste Wladislaw Surkow nach Griechenland, obwohl er seit April 2014 auf der EU-Sanktionsliste steht und ihm die Einreise in die EU untersagt ist. Surkow nahm im Oktober 2016 in Berlin an Gesprächen über den Ukraine-Krieg teil, weil Präsident Putin im Vorfeld darauf bestanden hatte, seinen Vertrauten trotz Einreiseverbot mit nach Deutschland zu bringen. Das Kanzleramt beantragte daraufhin eine Ausnahmeregelung für Surkow für das Treffen in Berlin. Surkow durfte neben dem deutschen Außenminister Platz nehmen.